# Список членов Государственной думы Российской империи
| # А Б В Г Д Е Ё Ж З И К Л М Н О П Р С Т У Ф Х Ц Ч Ш Щ Э Ю Я |

## А
- Абдухаилов, Ташпулат (1864—?) II
- Абрамов, Василий Семёнович (1873—1937) II
- Абрамов, Яков Абрамович (1873—1934) I
- Абрамсон, Шахно Гиршевич (1861—1907) II
- Аверьянов, Александр Петрович (1866—?) I
- Авчинников, Иван Иванович (1872—?) IV
- Аджарский, Закария-бек Шарифбекович (1870—?) I
- Аджемов, Моисей Сергеевич (1878—1950) II, III, IV
- Адриановский, Фёдор Порфирьевич (1862—?) IV
- Айвазов, Артемий Гаврилович (1873—?) I
- Акалелов, Михаил Степанович (1868—?) IV
- Акимов, Елизар Петрович (1847—1929) III
- Аладьин, Алексей Фёдорович (1873—1927) I
- Алакозов, Тимофей Иванович (1862—?) II
- Алашеев, Николай Валерианович (1869—?) II
- Александров, Александр Михайлович (1868—1921) IV
- Александров, Владимир Федосеевич (1858—?) III
- Александрович, Константин Казимирович (1865—?) I
- Александровский, Александр Петрович (1855—1917) III
- Алексеев, Сергей Николаевич (1872—?) III, IV
- Алексеев, Трофим Васильевич (1870—1938) I, II
- Алексеенко, Михаил Мартынович (1848—1917) III, IV
- Алексинский, Григорий Алексеевич (1879—1967) II
- Алексинский, Иван Павлович (1871—1945) I
- Алехин, Александр Иванович (1856—1917) IV
- Алехин, Никифор Демьянович (1879—?) I
- Алиев, Мамед-Таги (1858—1918) I
- Алкин, Сеид-Гирей Шагиахметович (1867—1919) I
- Аллабергенов, Тлеули (1856—?) II
- Алмазов, Василий Иванович (1857—?) IV
- Алфёров, Георгий Тимофеевич (1858—1923) IV
- Альбицкий, Александр Геннадьевич (1869—?) IV
- Амосёнок, Василий Григорьевич (1863—?) III
- Ананьев, Иван Егорович (1852—?) III
- Анатолий (Каменский, Алексей Васильевич) (1863—1925) IV
- Андреев, Александр Алексеевич (1868—1913) I
- Андреев, Николай Николаевич (1871—1916) I
- Андреев, Фёдор Дмитриевич (1868—?) III
- Андрейчук, Матвей Степанович (1866—?) III
- Андреянов, Андрей Павлович (1870—1906) I
- Андрийчук, Григорий Антонович (1879—?) III, IV
- Андро, Дмитрий Фёдорович (1870—1920) I
- Андронов, Серафим Васильевич (1879—?) III
- Аникин, Павел Алексеевич (1873—1938) II
- Аникин, Степан Васильевич (1868—1919) I
- Анисимов, Василий Анисимович (1879—1939) II
- Аносов, Александр Николаевич (1884—?) IV
- Анреп, Василий Константинович фон (1852—1927) III
- Антонов, Иван Иванович (1880—?) I
- Антонов, Николай Евдокимович (1857—?) II
- Антонов, Николай Иванович (1859—1938) III, IV
- Араканцев, Михаил Петрович (1863—1926) I, II
- Арефьев, Михаил Иванович (1864—?) IV
- Аристаров, Михаил Гавриилович (1855—?) IV
- Арсенов, Иван Владимирович (1869—?) I
- Архангельский, Василий Гаврилович (1868—1948) II
- Архипов, Александр Викторович (1875—?) II
- Астраханцев, Егор Павлович (1875—?) III
- Атабеков, Иосиф Нерсесович (1871—?) II
- Атаназевич, Иоанн Макарьевич (1873—1938) III
- Атласов, Мухаммед-Хади Мифтахутдинович (1876—1938) II
- Афанасьев, Аввакум Григорьевич (1860—?) II, IV
- Афанасьев, Александр Егорович (1862—?) II
- Афанасьев, Клавдий Иванович (1875—1920?) I
- Афрамович, Казимир Михайлович (1857—?) II
- Африкантов, Александр Владимирович (1871—1909) I
- Ахвердов, Абдуррагим-бек (1870—1933) I
- Ахтямов, Абуссугуд Абдельхаликович (1843—1920) I
- Ахтямов, Ибниямин Абусугутович (1877—1941) IV

## Б
- Бабенко, Лев Фёдорович (1880—?) I
- Бабицкий, Александр Александрович (1860—?) II
- Бабич, Алексей Евсеевич (1865—?) I
- Бабянский, Александр Фомич (1853—1931) III
- Багатуров, Христофор Иванович (1861—?) I
- Бадаев, Алексей Егорович (1883—1951) IV
- Бадамшин, Гариф Сиразетдинович (1865—1939) I, II
- Бажанов, Илья Алексеевич (1857—?) IV
- Базилевич, Пётр Евсеевич (1867—?) III
- Байбурин, Зигангир Нургалиевич (1859—1915) III
- Байдак, Николай Дмитриевич (1850—?) I
- Байдаков, Филипп Иванович (1864—?) II
- Байтеряков, Габдуллатиф Хабибуллович (1873—1951) IV
- Бакин, Матвей Петрович (1870—?) III
- Бакунин, Алексей Ильич (1874—1945) II
- Балаклеев, Иван Иванович (1866—?) III
- Балалаев, Николай Семёнович (1869—?) III
- Балахонцев, Сергей Петрович (1857—?) I
- Балашов, Пётр Николаевич (1871 — после 1939) III, IV
- Балло, Андрей Михайлович (1865—?) II
- Балясников, Василий Фёдорович (1863—?) I
- Бантыш, Василий Александрович (1858—1915) III
- Баньковский, Витольд Иосифович (1864—1942) IV
- Баранович, Дмитрий Яковлевич (1869—1937) III
- Баратаев, Сергей Михайлович (1861—1930) I
- Баратов, Иосиф Александрович (1872—?) I
- Баратынский, Александр Николаевич (1867—1918) III
- Барач, Павел Александрович (1859—?) IV
- Бардиж, Кондрат Лукич (1868—1918) I, II, III, IV
- Бардыгин, Михаил Никифорович (1864—1933) III
- Бардышев, Сергей Прокопьевич (1870-?) III
- Баринов, Фёдор Герасимович (1864—?) I
- Баршев, Владимир Сергеевич (1854—1906) I
- Барыбин, Михаил Васильевич (1864—?) III
- Барышников, Александр Александрович (1877—1924) IV
- Барятинский, Иван Викторович (1857—1915) III
- Бас, Евсевий Кондратьевич (1869—?) II
- Басаков, Виктор Парфёнович (1874—1933) IV
- Баскин, Григорий Иванович (1866—1937) II
- Баташев, Василий Михайлович (1874—1938) II
- Батуров, Михаил Васильевич (1857—?) II
- Башкиров, Василий Иванович (1857—?) III
- Безак, Фёдор Николаевич (1865—1940) III, IV
- Безруков, Алексей Николаевич (1847—?) III
- Бей, Василий Иванович (1878—?) I
- Белаев, Василий Андреевич (1867—?) II
- Белановский, Дмитрий Константинович (1879—?) II
- Белевцов, Владимир Николаевич (1867—1926) IV
- Белинский, Антон Александрович (1864—1930) II
- Белогуров, Николай Александрович (1868—?) III, IV
- Белозоров, Евгений Николаевич (1859—1935) III
- Белоусов, Григорий Евгеньевич (1876—1916) II
- Белоусов, Дмитрий Васильевич (1863—?) I
- Белоусов, Терентий Осипович (1874—?) III
- Бельский, Александр Георгиевич (1859—?) IV
- Белявский, Ян Блажеевич (1864—1916) II
- Беляев, Александр Тимофеевич (1880—?) IV
- Беляев, Григорий Николаевич (1843—1916) II, III, IV
- Беляев, Сергей Петрович (1847—1911) III
- Беляшевский, Николай Федотович (1864—1926) I
- Бенеке, Оттон Фёдорович (1849—1927) III
- Бениславский, Михаил Михайлович (1860—1933) II
- Беннигсен, Эммануил Павлович (1875—1955) III, IV
- Бергман, Герман Абрамович (1850—1919) III, IV
- Березин, Михаил Егорович (1864—1933) II
- Березовский, Александр Елеазарович (1868—?) III
- Березовский, Пётр Васильевич (1874—?) III
- Беремжанов, Ахмет Кургамбекович (1871—1928) I, II
- Бибиков, Иван Степанович (1873—?) I
- Биглов, Мухаммедакрам Мухамметжанович (1871—1919) II
- Бирюков, Николай Игнатьевич (1872—?) I
- Бич, Василий Акимович (1861—?) III
- Благонравов, Захарий Михайлович (1855—1917) IV
- Блажевич, Митрофан Викторович (1869—1941) III
- Блажиевский, Григорий Михайлович (1856—1929) IV
- Блажков, Николай Иванович (1859—1919) IV
- Блинов, Андрей Андреевич (1869—1916) III
- Блыскош, Иосиф Андреевич (1876—1947) I, II
- Блюменталь, Юлий Юльевич (1870—1944) III
- Бобин, Михаил Павлович (1866—?) II
- Бобринский, Алексей Александрович (1852—1927) III
- Бобринский, Владимир Алексеевич (1867—1927) II, III, IV
- Бобровник, Пётр Николаевич (1864—?) I
- Богатин, Дмитрий Гаврилович (1865—?) I
- Богатов, Никанор Иванович (1866—?) II
- Богач, Павел Иванович (1870—?) I
- Богданов, Николай Николаевич (1875—1930) II
- Богданов, Сергей Михайлович (1859—1920) III, IV
- Богданович, Савва Никифорович (1858—?) III
- Богомолов, Иоанн Иоаннович (1860—?) IV
- Богословский, Владимир Александрович (1872—?) II
- Богуславский, Пётр Ричардович (1854—?) II
- Бодров, Александр Владимирович (1860—1931) II
- Болычев, Степан Петрович (1859—?) II
- Большаков, Иван Иванович (1851—?) III
- Бомаш, Меер Хаймович (1861—?) IV
- Бондарев, Сергей Иванович (1872—1944) I
- Борзаковский, Иоанн Варфоломеевич (1850—1916) IV
- Борисов, Афанасий Михайлович (1872—?) I
- Борисов, Прокофий Семёнович (1873—?) I
- Борисов, Яков Васильевич (1856—1923) I
- Бородин, Николай Андреевич (1861—1937) I
- Ботников, Геннадий Николаевич (1860—1922) III
- Бочаров, Сергей Кононович (1874—?) I
- Бочков, Василий Саввич (1846—?) IV
- Бояновский, Михаил Паулинович (1865—1932) II
- Брагин, Василий Евграфович (1847—?) I
- Бракман, Оскар Александрович (1841—1927) III
- Брамсон, Леонтий Моисеевич (1869—1941) I
- Браше, Оскар Рудольфович (1865—1954) IV
- Бреверн, Карл Юльевич (1880—1943) IV
- Бремер, Арвид Оттонович (1871—?) I
- Бриллиантов, Александр Иванович (1867—1937) II
- Бродский, Аркадий Ефимович (1862—1924) III
- Брук, Григорий Яковлевич (1869—1922) I
- Брындза-Нацкий, Людвиг Людвигович (1873—?) II
- Бубликов, Александр Александрович (1875—1941) IV
- Бубнов, Владимир Никитич (1867—?) III
- Бугров, Иван Дмитриевич (1857—?) I
- Будилович, Александр Семёнович (1845—?) IV
- Будрин, Алексей Иоаннович (1861—1918) IV
- Букейханов, Алихан Нурмухамедович (1866—1937) I
- Булат, Андрей Андреевич (1872—1941) II, III
- Булгаков, Сергей Николаевич (1871—1944) II
- Булюбаш, Владимир Иванович (1866—1926) II
- Буркевич, Карл Иванович (1866—?) II
- Бурлаков, Иван Иванович (1864—?) III
- Бурмейстер, Андрей Владимирович (1873—?) II
- Бурмич, Стефан Григорьевич (1878—1937) IV
- Бурьянов, Андрей Фаддеевич (1880—?) IV
- Буслов, Фёдор Ефимович (1875—?) I
- Буцкий, Владимир Романович (1866—1932) III
- Быков, Александр Григорьевич (1866—?) III
- Быков, Егор Пахомович (1871—?) II
- Быков, Иван Яковлевич (1877—?) II
- Быстров, Павел Александрович (1880—?) I
- Бычков, Иван Дмитриевич (1873—1937) I
- Бычков, Павел Фёдорович (1844—1925) IV

## В
- Вагжанов, Александр Петрович (1877—1919) II
- Вакар, Василий Модестович (1853—1914) IV
- Валигурский, Теофил Адамович (1859—1913) I
- Валицкий, Тадеуш Юльянович (1863—1919) I
- Ванькович, Станислав Александрович (1860—1937) II, III
- Варун-Секрет, Сергей Тимофеевич (1868—1962) I, II, IV
- Васецкий, Сильвестр Данилович (1863—?) II
- Василевский, Павел Брониславович (1873—?) I
- Васильев, Александр Васильевич (1853—1929) I
- Васильев, Дмитрий Васильевич (1861—до октября 1916) I
- Васильев, Иван Мартынович (1857—?) I
- Васильев, Михаил Алексеевич (1862—?) III
- Васильчиков, Илларион Сергеевич (1881—1969) IV
- Васич, Николай Васильевич (1847—?) III
- Васютин, Фёдор Кузьмич (1877—?) II
- Васюхник, Павел Сергеевич (1871—?) II
- Ваулин, Василий Егорович (1861—?) II
- Вахрушев, Василий Алексеевич (1864—?) II
- Велихов, Лев Александрович (1875—1942) IV
- Величко, Сергей Вадимович (1871—1947) IV
- Венславский, Михаил Антонович (1849—1917) II
- Вераксин, Александр Сергеевич (1872—1918) III
- Вербило, Семён Данилович (1867—?) IV
- Веремеенко, Тимофей Степанович (1856—?) II
- Вершинин, Василий Михайлович (1874—1946) IV
- Весоловский, Станислав Адольфович (1870—1943) II
- Ветчинин, Виталий Георгиевич (1867—1925) II, III, IV
- Вигура, Ян Иосифович (1880—1937) I
- Видмер, Андрей Андреевич (1856—1931) I
- Викторов, Григорий Владимирович (1858—?) IV
- Винавер, Максим Моисеевич (1863—1926) I
- Винберг, Владимир Карлович (1836—1922) IV
- Виноградов, Александр Константинович (1869—1938) II
- Виноградов, Владимир Александрович (1874—?) III, IV
- Вистяк, Иван Кириллович (1862—?) IV
- Витковский, Пётр Иосифович (1874—?) I
- Вихарев, Василий Сильвестрович (1875—?) I
- Вишневский, Александр Петрович (1862—?) III, IV
- Вишневский, Гавриил Андреевич (1873—1955) IV
- Вишневский, Иван Иванович (1863—?) I
- Владимиров, Фёдор Алексеевич (1875—?) III
- Владимирский, Фёдор Иванович (1843—1932) II
- Власенко, Александр Фёдорович (1855—?) II
- Вовчинский, Моисей Никитич (1880—?) II
- Воейков, Алексей Алексеевич (1861—?) III
- Воейков, Сергей Валерианович (1861—?) III
- Военный, Мефодий Фёдорович (1862—?) II
- Воздвиженский, Павел Фёдорович (1856—?) I
- Вознесенский, Константин Фёдорович (1879—?) II
- Вознюк-Базилюк, Пётр Лукьянович (1864—?) I
- Возовик, Алексей Никитич (1875—?) I
- Войлошников, Авив Адрианович (1877—1930) III
- Войцюлик, Игнатий Викентьевич (1862—?) III
- Волк-Карачевский, Василий Васильевич (1873—1920) II
- Волков, Григорий Васильевич (1867—?) I
- Волков, Константин Константинович (1869—?) III
- Волков, Николай Константинович (1875—1950) III, IV
- Волков, Стефан Иванович (1849—?) II
- Волков, Тимофей Осипович (1879—?) I
- Волкович, Алексей Онуфриевич (1861—?) I
- Волконский, Владимир Викторович (1866—1916) III
- Волконский, Владимир Михайлович (1868—1953) III, IV
- Волконский, Николай Сергеевич (1848—1910) I, III
- Волконский, Сергей Сергеевич (1856—1916) III, IV
- Вологодский, Пётр Васильевич (1863—1928) II
- Володимеров, Святослав Александрович (1868—1917) III
- Волохин, Александр Осипович (1858—1911) III
- Волоцкой, Николай Михайлович (1878—?) II
- Вольф, Николай Борисович (1866—1940) IV
- Вонсович, Ипполит Ипполитович (1874—1943) III
- Вопилов, Павел Петрович (1878—?) II
- Воробьёв, Михаил Григорьевич (1850—?) IV
- Воробьёв, Филипп Абрамович (1872—?) II
- Ворожейкин, Яков Иванович (1874—?) II
- Воронин, Семён Александрович (1880—1915) III
- Воронков, Иван Фёдорович (1866—?) I
- Воронков, Митрофан Семёнович (1868—?) II, III, IV
- Воронов, Василий Иванович (1872—?) IV
- Воронцов-Вельяминов, Иван Александрович (1852—?) II
- Воронцов-Вельяминов, Михаил Павлович (1886—1951) IV
- Ворсобин, Егор Михайлович (1872—?) I
- Востротин, Степан Васильевич (1864—1943) III, IV
- Врагов, Василий Фёдорович (1872—1937) I
- Выдрин, Степан Семёнович (1848—?) I
- Выровой, Захарий Иванович (1879—?) I
- Вьюшков, Яков Федосеевич (1865—1938) II
- Вязигин, Андрей Сергеевич (1867—1919) III
- Вязлов, Андрей Григорьевич (1862—1919) I

## Г
- Гаврилов, Михаил Алексеевич (1879—?) II
- Гаврильчик, Александр Алексеевич (1880—1937) II
- Гаврилюк, Влас Львович (1867—?) III
- Гагарин, Григорий Григорьевич (1866—1924) I
- Гайдамака, Даниил Максимович (1875—?) IV
- Гайдаров, Ибрагим-бек Исабекович (1879—?) III
- Галецкий, Иван Владиславович (1874—?) I
- Галунов, Филипп Иванович (1861—?) II
- Галущак, Семён Осипович (1877—?) III
- Гальвас, Генрих Генрихович (1853—1918) III
- Гамалея, Аполлон Александрович (1867—?) III, IV
- Гамов, Иван Михайлович (1886—1969) IV
- Ганжулевич, Евгений Яковлевич (1862—?) III
- Гаркавый, Михаил Федосеевич (1876—?) II
- Гаркавенко, Михаил Романович (1863—?) III
- Гарусевич, Ян Семёнович (1863—1929) I, II, III, IV
- Гашкевич, Михаил Иванович (1864—?) II
- Гвоздев, Алексей Алексеевич (?—?) I
- Гвоздев, Иоанн Михайлович (1859—?) IV
- Гегечкори, Евгений Петрович (1881—1954) III
- Гейден, Пётр Александрович (1840—1907) I
- Геллат, Карл Петрович (1862—1935) I
- Геловани, Варлаам Леванович (1878—1915) IV
- Гемпель, Антон Иоахимович (1865—1923) II
- Гепецкий, Николай Емельянович (1869—1920) III, IV
- Герасименко, Ефим Васильевич (1870—1933) III
- Герасимов, Ефим Герасимович (1862—?) II
- Герасимов, Марк Нестерович (1873—?) I
- Герасимов, Пётр Васильевич (1877—1919) III, IV
- Герасимов, Фёдор Павлович (1877—?) II
- Герстенбергер, Иоганн Готлибович (1862—?) II
- Герус, Логгин Фёдорович (1876—?) II
- Герценвиц, Дмитрий Иванович (1874—?) III, IV
- Герценштейн, Михаил Яковлевич (1859—1906) I
- Герштанский, Дамиан Иосифович (1851—?) II
- Гессен, Владимир Матвеевич (1868—1920) II
- Гессен, Иосиф Владимирович (1865—1943) II
- Гижицкий, Александр Степанович (1869—1938) III, IV
- Гирнюс, Иосиф Михайлович (1876—?) I
- Гладыш, Николай Александрович (1860—1916) IV
- Глебов, Григорий Николаевич (1865—1930) III
- Глебов, Юрий Николаевич (1873—1926) III
- Гловацкий, Юзеф Валентьевич (1858—1927) II
- Гловинковский, Иосиф Антонович (1872—1963) I
- Гнатенко, Илья Григорьевич (1859—?) I
- Годнев, Иван Васильевич (1854—1919) III, IV
- Голиков, Иван Петрович (1852—?) I
- Голицын, Александр Дмитриевич (1874—1957) III
- Голицын, Борис Александрович (1880—1947) IV
- Голованов, Иван Фёдорович (1876—?) II
- Головин, Фёдор Александрович (1867—1937) II, III
- Гололобов, Яков Георгиевич (1854—1918) III
- Голынец, Василий Фёдорович (1850—?) III
- Гольдман, Ян Юрьевич (1875—1955) IV
- Гомартели, Иван Гедеванович (1875—1938) I
- Горбатов, Тимофей Ефимович (1849—?) III
- Горбунов, Григорий Арсеньевич (1871—?) II
- Горватт, Станислав Александрович (1866—1930) I
- Гордиевский, Пётр Никитич (1848—?) III
- Горев, Александр Осипович (1855—?) II
- Городилов, Козьма Егорович (1859—?) IV
- Горохов, Павел Дмитриевич (1854—?) I
- Горсткин, Александр Павлович (1868—?) IV
- Горшков, Дмитрий Степанович (1870—?) I
- Горячка, Кузьма Павлович (1865—?) II
- Гостев, Дмитрий Григорьевич (1867—?) I
- Госьцицкий, Георгий Чеславович (1879—1946) IV
- Готовецкий, Михаил Станиславович (1858—1933) I
- Готовицкий, Михаил Хрисанфович (1876—1937) IV
- Готовчиц, Степан Иванович (?—?) I
- Грабианский, Бронислав Адамович (1872—?) I
- Грабовецкий, Аркадий Фёдорович (1865—1946) I
- Грабский, Владислав Феликсович (1874—1938) I, II, III
- Гралевский, Ян Янович (1868—1924) I, II
- Грамматчиков, Василий Николаевич (1865—1938) I
- Гредескул, Николай Андреевич (1865—1941) I
- Грибунин, Семён Фёдорович (1870—?) IV
- Григорович-Барский, Константин Петрович (1870—1929) IV
- Гримм, Константин Николаевич (1858—1919) III
- Гримм, Оскар Андреевич (1845—1921) IV
- Гриневич, Антон Иустинович (1874—1937) II
- Гриневич, Сергей Иванович (1864—1937) IV
- Гринцевич, Михаил Николаевич (1862—?) I
- Гринюк, Авксентий Григорьевич (1871—?) I
- Гришай, Пётр Андреевич (1866—?) I
- Гришкин, Макар Николаевич (1875—?) III
- Гришковский, Яков Игнатьевич (1864—?) IV
- Гродзицкий, Митрофан Иосифович (1861—?) III, IV
- Гронский, Павел Павлович (1883—1937) IV
- Гросвальд, Фридрих Петрович (1850—1924) I
- Грохольский, Владимир Мечиславович (1857—1914) I
- Грудинский, Пётр Феофилович (1878—1930) II
- Гуаданини, Иван Александрович (1844—1911) III
- Губанов, Василий Герасимович (1869—?) II
- Губарев, Иван Андреевич (1876—?) II
- Гудилин, Максим Константинович (1865—?) I
- Гудович, Франц Иванович (1876—1956) II
- Гужовский, Яков Александрович (1861—?) I
- Гузь, Владимир Дмитриевич (1873—?) III
- Гулькин, Дионисий Петрович (1861—?) III
- Гума, Василий Иванович (1866—?) I
- Гуменко, Иван Антонович (1869—?) II
- Гумилин, Николай Иванович (1869—?) III
- Гуревич, Эзекиель Бенционович (1861—?) IV
- Гутоп, Григорий Владимирович (1853—?) I, III, IV
- Гучков, Александр Иванович (1862—1936) III
- Гюббенет, Николай Константинович (1862—1931) III

## Д
- Давыдов, Алексей Родионович (1862—?) II
- Далгат, Магомет Магометович (1849—1922) IV
- Данилюк, Яков Григорьевич (1864—?) III
- Дворянинов, Пётр Павлович (1875—?) III
- Деларов, Дмитрий Иванович (1864—1928) II
- Деларю, Михаил Данилович (1867—1912) I
- Дембинский, Генрих Юлиушевич (1866—1915) II
- Дементьев, Никифор Васильевич (1867—?) II
- Дементьев, Сергей Афанасьевич (?—?) IV
- Демидов, Александр Васильевич (1872—1947) I
- Демидов, Игорь Платонович (1873—1946) IV
- Демидюк, Михаил Фёдорович (1879—?) II
- Демиров, Пётр Петрович (1853—?) I
- Демченко, Всеволод Яковлевич (1875—1933) IV
- Демьянов, Александр Алексеевич (1866—1925) II
- Демянович, Антон Каэтанович (1856—1916) I, II, III, IV
- Деревянко, Моисей Исаакович (1857—?) II
- Дерюгин, Георгий Михайлович (1871—1933) IV
- Джантюрин, Салимгирей Сеидханович (1864—1926) I
- Джапаридзе, Арчил Леванович (1875—1908) II
- Джапаридзе, Сергей Давидович (1870—?) I
- Джафаров, Мамед-Юсуф (1885—1938) IV
- Джегули, Севериан Моисеевич (Джугели) (1876—1909) II
- Дзюбинский, Владимир Иванович (1860—1927) III, IV
- Дзюржинский, Матеуш Казимирович (1865—1931) II
- Диденко, Борис Дмитриевич (1876—?) I
- Дидурык, Андрей Иванович (1877—?) II
- Дитц, Якоб Егорович (1864—1917) I
- Дмитриев, Михаил Николаевич (1867—?) III
- Дмитриев, Михаил Петрович (1876—?) IV
- Дмитрюков, Иван Иванович (1871—?) III, IV
- Дмовский, Роман Валентьевич (1864—1939) II, III
- Добровольский, Анатолий Александрович (1859—1918) III, IV
- Добромыслов, Константин Николаевич (1857—?) III
- Добротворский, Николай Фёдорович (1853—?) I
- Долгов, Арсений Кузьмич (1873—1937) II
- Долгополов, Николай Саввич (1879—1972) II
- Долгополов, Нифонт Иванович (1857—1922) II
- Долгоруков, Павел Дмитриевич (1866—1927) II
- Долгоруков, Пётр Дмитриевич (1866—1951) I
- Долженков, Василий Иванович (1842—1918) I, II
- Доппельмайер, Порфирий Гаврилович (1865—?) III
- Доррер, Владимир Филиппович (1862—1909) III
- Доценко, Иосиф Максимович (1865—?) IV
- Дрбоглав, Иван Фёдорович (1851—?) II
- Дрибинцев, Василий Саввич (1864—1926) IV
- Дроздовский, Иоанн Дмитриевич (1865—?) IV
- Друкарь, Александр Петрович (1878—1952) II
- Друцкой-Любецкий, Иероним Эдвинович (1861—1919) I
- Дубовик, Карп Андреевич (1881—?) II
- Дубовик, Феодосий Исидорович (1869—?) I
- Дубонос, Фаддей Филимонович (1868—?) II
- Дудников, Николай Николаевич (1865—?) III
- Дунаев, Сергей Владимирович (1859—?) III
- Дуров, Алексей Алексеевич (1880—?) IV
- Дымша, Генрих Клеофасович (1856—1918) II
- Дымша, Любомир Клеофасович (1860—1915) III, IV
- Дыхнич, Никифор Емельянович (1866—?) I
- Дьяченко, Максим Фёдорович (1871—?) I
- Дюмаев, Пётр Евдокимович (1862—1915) I

## Е
- Евдокимов, Семён Евдокимович (1863—1925) IV
- Евладов, Венедикт Викторович (1861—1914) IV
- Евлогий (Георгиевский, Василий Семёнович) (1868—1946) II, III
- Евреинов, Владимир Вячеславович (1868—?) II
- Евреинов, Николай Николаевич (1853—?) III, IV
- Евсеев, Илья Тимофеевич (1877—?) IV
- Евсеев, Поликарп Евстифеевич (1853—?) III
- Евстифеев, Николай Тимофеевич (1848—1913) III
- Егоров, Николай Максимович (1871—?) III
- Егошкин, Яков Иванович (1864—?) II
- Езерский, Николай Фёдорович (1870—1938) I
- Емельянов, Леонид Емельянович (1872—?) II
- Емельянов, Николай Ильич (1848—?) II
- Еникеев, Гайса Хамидуллович (1864—1931) III, IV
- Енишерлов, Николай Петрович (1855—1920) II
- Ерёмин, Феофан Александрович (1866—?) II, III, IV
- Ерлин, Егор Степанович (1866—?) I
- Ермолаев, Михаил Кондратьевич (1881—1919) III
- Ермолаев, Симон Афанасьевич (1870—1948) I
- Ермольчик, Киприан Трофимович (1871—?) III
- Ерогин, Михаил Михайлович (1856—?) I
- Еропкин, Аполлон Васильевич (1865—?) I, III
- Ершов, Василий Ефимович (1868—?) II
- Ершов, Пётр Андреевич (1878—1939) I
- Ерымовский, Илья Константинович (1867—?) IV
- Есьман, Владислав Казимирович (1860—1938) III
- Ефимов, Иван Ефимович (1862—?) II
- Ефремов, Иван Антонович (1867—?) II
- Ефремов, Иван Николаевич (1866—1945) I, III, IV
- Ефремов, Лаврентий Александрович (1878—?) II
- Ефремов, Николай Прокофьевич (1860—1921) III

## Ж
- Жак, Пётр Карлович (1869—1946) II
- Жданов, Николай Васильевич (1860—?) III
- Жигель, Николай Васильевич (1868—?) I
- Жиделев, Николай Андреевич (1880—1950) II
- Жилин, Николай Алексеевич (1878—?) IV
- Жилин, Николай Васильевич (1850—?) IV
- Жилкин, Иван Васильевич (1874—1958) I
- Жордания, Ной Николаевич (1868—1953) I
- Жуковский, Владислав Владиславович (1860—1916) II, III
- Жуковский, Мартин Мартинович (1866—1957) I
- Журавский, Михаил Евгеньевич (1871—?) I

## З
- Забелин, Филипп Гаврилович (1874—?) II
- Заболотный, Иван Кириллович (1868—1912) I
- Завиша, Казимир Александрович (1858—1926) III
- Загленичный, Ян Карлович (1866—1931) I
- Зайцев, Дмитрий Иванович (1880—?) I
- Зайцев, Михаил Герасимович (1864—1909) II
- Закржевский, Дмитрий Владимирович (1864—?) IV
- Залевский, Богдан Генрихович (1873—1918) I
- Залит, Иван Петрович (1874—1919) IV
- Замойский, Маврикий Фомич (1871—1939) I
- Замыслов, Иван Васильевич (1874—1937) I
- Замысловский, Георгий Георгиевич (1872—1920) III, IV
- Заплатин, Иван Васильевич (1872—?) II
- Зарин, Александр Дмитриевич (1870—1937) III, IV
- Захарашевич-Капустянский, Юрий Константинович (1861—?) III
- Захаров, Зиновий Данилович (1840—?) III
- Захаров, Михаил Васильевич (1881—1932) III
- Захаров, Яков Евдокимович (1859—1920) II
- Захарьев, Николай Александрович (1868—?) III
- Звегинцев, Александр Иванович (1869—1915) III, IV
- Зверев, Василий Николаевич (1884—1966) IV
- Зверев, Пётр Михайлович (1845—?) IV
- Здановский, Генрих Иванович (1861—1910) I
- Зейналов, Зейнал Зейналович (1876—1935) II
- Зеленин, Андрей Васильевич (1862—?) I
- Земцов, Михаил Евстафиевич (1869—?) I
- Зенбицкий, Михаил Николаевич (1865—?) III
- Зиатханов, Исмаил Хан Абдульфат Хан оглы (1864—1920) I
- Зимин, Дмитрий Логгинович (1867—1937) II
- Зиновьев, Лев Александрович (1882—1958) IV
- Зиновьев, Фёдор Михайлович (1868—?) I
- Златомрежев, Аркадий Алексеевич (1852—1910) III
- Знаменский, Александр Георгиевич (1861—?) III
- Знаменский, Михаил Павлович (1867—1934) IV
- Зубков, Иван Алексеевич (1862—1911) I
- Зубков, Леонид Николаевич (1867—?) III
- Зубчанинов, Сергей Иванович (1864—1935) III
- Зубченко, Гавриил Леонтьевич (1859—?) I
- Зубченко, Прокофий Степанович (1867—?) II
- Зуев, Николай Васильевич (1861—?) III
- Зузин, Борис Николаевич (1868—?) IV
- Зурабов, Аршак Герасимович (1873—1919) II
- Зырянов, Пётр Антонович (1874—?) II

## И
- Иваницкий, Фёдор Игоревич (1861—1929) I
- Иванов, Анатолий Васильевич (1875—1953) IV
- Иванов, Дмитрий Алексеевич (1855—1920) III
- Иванов, Константин Иванович (1876—?) II
- Иванов, Николай Тимофеевич (1860—?) III
- Иванов, Сергей Алексеевич (1856—1930) IV
- Иващенко, Иван Самойлович (1851—1924) II
- Игнатьев, Константин Игнатьевич (1872—?) I
- Игнатюк, Лука Емельянович (1877—?) IV
- Игнатюк, Марк Александрович (1879—?) II
- Измайлов, Пётр Григорьевич (1880—1938) II
- Иконников, Александр Владимирович (1868—?) II, III
- Иконников-Галицкий, Пётр Сергеевич (1851—1915) IV
- Ильин, Владимир Алексеевич (1871—?) I
- Ильин, Григорий Ильич (1845—?) I
- Ильин, Трофим Ильич (1855—?) I
- Ильин, Яков Васильевич (1863—?) I
- Имшенецкий, Яков Кондратьевич (1858—1938) I
- Иоллос, Григорий Борисович (1859—1907) I
- Иорданский, Николай Михайлович (1870—1933) II
- Исаков, Александр Семёнович (1864—?) I
- Исеев, Эраст Андреевич (1852—1937) III
- Искрицкий, Михаил Андреевич (1873—1931) II, III
- Исполатов, Пётр Иванович (1857—?) III
- Исупов, Александр Евграфович (1856—1920) I
- Ичас, Мартин Мартинович (1885—1941) IV
- Ишерский, Владимир Иванович (1872 или 1874—1937 или 1942) I

## К
- Кабаков, Гавриил Иванович (1851—?) II
- Кабанов, Фёдор Константинович (1878—?) IV
- Кабаргин, Семён Никандрович (1858—?) I
- Кадацков, Иван Федосеевич (1871—?) III
- Кадыгробов, Всеволод Антонович (1877—?) IV
- Казаков, Пётр Аггеевич (1875—?) II
- Казанский, Константин Иванович (1858—?) III, IV
- Казимир, Константин Фёдорович (1860—1910) I
- Казин, Фёдор Нилович (1858—1915) IV
- Казрич, Эдуард Андреевич (1869—?) II
- Каклюгин, Константин Петрович (1869—?) II
- Калинин, Алексей Васильевич (1882—?) II
- Калинин, Савелий Андреевич (1873—?) IV
- Калишук, Виктор Степанович (1866—?) II
- Калугин, Михаил Дмитриевич (1882—1924) IV
- Кальменев, Алпыспай Кальменович (1860—?) I
- Кальянов, Павел Васильевич (1869—?) I
- Каменский, Пётр Валериевич (1860—1917) III
- Канашев, Михаил Иванович (1866—?) IV
- Канделаки, Константин Ефимович (1881—?) II
- Каншин, Иван Анатольевич (1866—1937) IV
- Капнист, Дмитрий Павлович (1879—1926) IV
- Капнист, Ипполит Ипполитович (1872—1936) III, IV
- Каптерев, Николай Фёдорович (1847—1918) IV
- Капустин, Михаил Яковлевич (1847—1920) II, III
- Караваев, Александр Львович (1855—1908) II
- Караванов, Сергей Степанович (1858—?) I
- Кара-Васили, Алексей Дмитриевич (1846—1915) III
- Каразин, Борис Иванович (1874—1937) IV
- Карандашев, Василий Егорович (1874—?) I
- Каратаев, Бахытжан Бисалиевич (1863—1934) II
- Караулов, Василий Андреевич (1854—1910) III
- Караулов, Михаил Александрович (1878—1917) II, IV
- Кардашев, Аслан-бек Али-ага оглы (1866—?) II
- Кареев, Николай Иванович (1850—1931) I
- Карелин, Семён Игнатьевич (1879—?) II
- Кариев, Абдувахит-кари Абду-Рауф (1859—1937) II
- Карклин, Карл Юрьевич (1865—?) II
- Карлсберг, Эрнст Фёдорович (1861—?) III
- Карпинский, Иоанн Константинович (1872—1937) IV
- Карпов, Митрофан Азарович (1878—?) II
- Карташёв, Лев Васильевич (1871—?) II
- Карякин, Василий Александрович (1851—1913) III
- Катанский, Николай Васильевич (1872—?) IV
- Каташинский, Илларион Мефодиевич (1867—?) II
- Каценельсон, Нисон Иосифович (1862—1923) I
- Кациашвили, Николай Агдамелович (1877—?) II
- Качиони, Иван Петрович (1877—1918) IV
- Квасков, Михаил Александрович (1876—?) I
- Кедрин, Евгений Иванович (1851—1921) I
- Кейнис, Франц Осипович (1870—?) III, IV
- Келеповский, Сергей Ипполитович (1873—1928) II, III
- Керенский, Александр Фёдорович (1881—1970) IV
- Кизеветтер, Александр Александрович (1866—1933) II
- Килевейн, Георгий Робертович (1864—1922) III
- Кильдишев, Павел Андреевич (1853—?) III, IV
- Кимряков, Алексей Ефимович (1876—?) II
- Киндяков, Михаил Львович (1877—1935) IV
- Киндяков, Сергей Васильевич (1855—1916) III
- Киниорский, Мариян-Элигиуш Казимирович (1868—1943) I, IV
- Киреев, Терентий Григорьевич (1871—?) II
- Кириенко, Иван Иванович (1877—1918) II
- Кириленко, Иван Павлович (1853—?) I
- Кириллов, Степан Родионович (1877—1960) IV
- Кириллович, Дионисий Фаддеевич (1855—?) III
- Кирносов, Никита Савельевич (1859—?) II
- Киршин, Василий Алексеевич (1864—?) IV
- Кирьянов, Матвей Михайлович (1860—?) II
- Кирьянов, Михаил Иванович (1861—1919) III
- Киселёв, Андрей Евдокимович (1868—?) II
- Киселёв, Дмитрий Васильевич (1868—1937) IV
- Киселёв, Михаил Степанович (?—?) I
- Киселёв, Степан Герасимович (1863—?) III
- Ких, Александр Александрович (1869—1931) IV
- Клёнов, Василий Викторович (1871—?) IV
- Клименко, Иван Семёнович (1862—?) III
- Клименко, Тит Игнатьевич (1867—?) III
- Климов, Василий Васильевич (1869—1937) III
- Клинг, Александр Петрович (1875—?) II
- Клопотович, Виктор Феофилович (1865—1912) III
- Клочков, Степан Николаевич (1870—1918) III
- Клюжев, Иван Семёнович (1856—1922) II, III, IV
- Кобяков, Александр Михайлович (1854—?) III
- Ковалёв, Иван Архипович (1862—?) IV
- Ковалевский, Евграф Петрович (1865—1941) III, IV
- Ковалевский, Максим Максимович (1851—1916) I
- Ковалевский, Николай Николаевич (1858—?) I
- Коваленко, Иван Михайлович (1847—1914) III
- Коваленко, Михаил Иванович (1872—1918) IV
- Коваленко, Степан Игнатьевич (1855—?) III
- Коваль, Иосиф Ильич (1865—?) IV
- Ковзан, Александр Иванович (1862—1917) III, IV
- Кожевников, Александр Петрович (1847—1909) III
- Кожевников, Иван Яковлевич (1866—?) III
- Козлов, Алексей Павлович (1853—1909) II
- Кокошкин, Фёдор Фёдорович (1871—1918) I
- Колбинцев, Ефим Григорьевич (1875—?) IV
- Колендзян, Иван Лукич (1877—?) II
- Колесников, Василий Николаевич (1857—?) IV
- Колокольников, Владимир Васильевич (1871—?) II
- Колокольников, Константин Александрович (1871—1929) II
- Колокольников, Степан Иванович (1867—1925) I
- Колпаков, Николай Андреевич (1864—1930) I
- Колюбакин, Александр Михайлович (1868—1915) III
- Комар, Николай Васильевич (1848—?) II
- Комарецкий, Николай Ананьевич (1877—1931) III
- Комиссаров, Михаил Герасимович (1867—1929) I
- Комсин, Виктор Иванович (1843—1913) III
- Комсин, Сергей Иванович (1849—?) III
- Кондратович, Иероним Иванович (1846—1923) I
- Кондратьев, Фёдор Фёдорович (1871—?) III
- Кондрашук, Семён Петрович (1876—?) I
- Кониц, Генрих Самуилович (1860—1934) II
- Коновалов, Александр Иванович (1875—1949) IV
- Константинов, Василий Константинович (1867—?) I
- Константинов, Григорий Семёнович (1869—?) II
- Концевич, Авдей Васильевич (1868—?) I
- Коншин, Николай Яковлевич (1864—1937) I, II
- Коняхин, Александр Андреевич (1860—1914) III, IV
- Корде, Василий Константинович (1873—?) II
- Коренчук, Ананий Францевич (1865—?) II
- Кореньков, Василий Афанасьевич (1872—?) I
- Корнильев, Сергей Михайлович (1869—?) I
- Короваев, Иоанн Михайлович (1868—1938) IV
- Корсаков, Иван Ассигкритович (1850—1912) I
- Корф, Дмитрий Николаевич (1881—1924) IV
- Косаренчук, Игнатий Иванович (1868—?) I
- Космодамианский, Иван Иванович (1869—?) II
- Косоротов, Василий Емельянович (1871—1957) III
- Костенко, Лука Владимирович (1874—?) II
- Костров, Андрей Михайлович (1856—?) I
- Костромитинов, Георгий Николаевич (1854—?) I
- Котляревский, Сергей Андреевич (1873—1939) I
- Котляров, Александр Осипович (1852—?) IV
- Котляров, Макар Корнеевич (1874—?) IV
- Кочевский, Никифор Григорьевич (1854—?) I
- Коченевский, Модест Капитонович (1836—1917) III
- Кочнев, Дамиан Афанасьевич (1870—?) II
- Кочубей, Василий Васильевич (1883—1960) IV
- Кочубей, Леонтий Васильевич (1871—1938) III
- Кощегулов, Шаймардан (1869—?) I, II
- Кравцов, Порфирий Фёдорович (1868—?) III
- Крамарев, Анатолий Петрович (1867—?) IV
- Крамаренко, Егор Иванович (1856—?) I
- Краселюк, Иван Никитич (1873—?) II
- Красковский, Андрей Алексеевич (1871—?) II
- Краснощёков, Григорий Афанасьевич (1862—?) II
- Крейцберг, Янис Кристонович (1864—1948) I
- Кривоногов, Иван Васильевич (1866—1918) IV
- Кривцов, Яков Васильевич (1854—?) III, IV
- Кринский, Болеслав Иванович (1871—?) IV
- Кропотов, Александр Егорович (1874—1934) III
- Кругликов, Филипп Алексеевич (1856—?) I
- Крузе, Фёдор Михайлович (1857—?) III
- Крук, Иван Маркович (1861—?) I
- Крупенский, Николай Дмитриевич (1878—1945) IV
- Крупенский, Павел Николаевич (1863—1939) II, III, IV
- Круткин, Матвей Матвеевич (1870—?) I
- Крушеван, Павел Александрович (1860—1909) II
- Крылов, Николай Игнатьевич (1873—?) III
- Крылов, Пётр Петрович (1859—1922) I
- Крылов, Семён Алексеевич (1875—1918) IV
- Крым, Соломон Самойлович (1867—1936) I, IV
- Крюденер-Струве, Александр Амандович (1864—?) I, III
- Крюков, Фёдор Дмитриевич (1870—1920) I
- Кубилис, Иосиф Иосифович (1878—1917) I
- Кудрявцев, Николай Дмитриевич (1860—1914) IV
- Кудрявцев, Пётр Григорьевич (1858—?) II
- Кузнецов, Александр Африканович (1875—?) II
- Кузнецов, Алексей Федотович (1878—?) II
- Кузнецов, Георгий Сергеевич (1881—?) III
- Кузнецов, Егор Антонович (1856—?) II
- Кузнецов, Иван Иванович (1874—?) I
- Кузнецов, Иван Осипович (1877—1937?) I
- Кузнецов, Михаил Иоакинфович (1859—?) II
- Кузовков, Евдоким Леонтьевич (1871—?) III
- Кузьмин, Анатолий Арсеньевич (1859—?) III
- Кузьмин, Пётр Петрович (1861—1938) IV
- Кузьмин-Караваев, Владимир Дмитриевич (1859—1927) I, II
- Кузьминский, Владимир Михайлович (1865—?) III
- Кузьмо, Франц Антонович (1877—?) III
- Куканов, Максим Ефимович (1875—?) I
- Кулаков, Степан Викторович (1868—?) I
- Куликов, Дмитрий Семёнович (1873—?) I
- Куликов, Михаил Иванович (1865—?) I
- Куликов, Михаил Фёдорович (1861—?) I
- Кулманов, Бахтигирей Ахметович (1858—?) I, II
- Кульбаков, Шарафутдин Абдулгалимович (1849—?) II
- Кумелис, Павел Иванович (1880—?) II
- Куприянов, Василий Петрович (1864—1950) III
- Купстас, Антон Сигизмундович (1881—?) II
- Куракин, Александр Борисович (1875—1941) II
- Куракин, Иван Анатольевич (1874—1950) III
- Куриленко, Пётр Иванович (1862—1937) I
- Куркин, Ефим Яковлевич (1857—?) I
- Куропацкий, Антон Васильевич (1868—?) I
- Кутлер, Николай Николаевич (1859—1924) II, III
- Кутоманов, Михаил Данилович (1856—?) I
- Кучер, Макарий Аверкиевич (1874—?) I
- Кучеренко, Илья Захарович (1868—?) I
- Кучинский, Архип Фёдорович (1867—?) III
- Кушников, Дмитрий Алексеевич (1850—1911) II

## Л
- Лаврентьев, Иван Егорович (1879—?) I
- Лавриновский, Николай Николаевич (1875—1930) III
- Лавров, Алексей Григорьевич (1858—?) IV
- Лавров, Иван Григорьевич (1869—?) II
- Лавров, Сергей Осипович (1844—1910) III
- Лаврский, Константин Викторович (1844—1917) I
- Лагно, Дионисий Андроникович (1878—?) II
- Лагутин, Константин Власьевич (1866—?) I
- Ладомирский, Николай Николаевич (1877—1919) III, IV
- Ланев, Фёдор Дмитриевич (1869—?) II
- Лаптев, Иннокентий Павлович (1872—?) I, II
- Лаукайтис, Иосиф Антонович (1873—1952) IV
- Лачинов, Михаил Фёдорович (1868—1914) IV
- Лашкарев, Григорий Александрович (1862—1931) II, III, IV
- Лашкевич, Валериан Валерианович (1876—1948) IV
- Лащухин, Михаил Сидорович (1874—?) IV
- Лебедев, Василий Фёдорович (1862—?) I
- Лебедев, Иван Александрович (1861—?) II
- Лебедев, Михаил Григорьевич (1874—?) III
- Лебедев, Михаил Дмитриевич (1849—?) I
- Лебедев, Николай Фёдорович (1866—?) III
- Лебедев, Юрий Михайлович (1874—?) IV
- Леванидов, Пётр Александрович (1864—1937) IV
- Левашёв, Сергей Васильевич (1856—1919) IV
- Левин, Шмария Хаимович (1867—1935) I
- Ледницкий, Александр Робертович (1866—1934) I
- Лелюхин, Александр Георгиевич (1862—?) IV
- Лелявский, Борис Николаевич (1886—1935) IV
- Лентовский, Владимир Иванович (1857—1923) IV
- Лентовский, Михаил Михайлович (1868—?) III
- Леонас, Пётр Сильвестрович (1865—1938) II
- Леонов, Василий Гурьевич (?—?) I
- Леонов, Дмитрий Алексеевич (1864—?) III
- Лепешко, Евфимий Игнатьевич (1867—?) II
- Леппянен, Иван Александрович (1872—?) II
- Лерхе, Герман Германович (1868—1963) III
- Леус, Никифор Кондратьевич (1855—?) III
- Линтварев, Георгий Михайлович (1865—1943) I
- Липатов, Михаил Афанасьевич (1872—?) II
- Липягов, Сергей Семёнович (1867—?) III
- Лисин, Александр Феодорович (1868—?) II
- Лисичкин, Никита Васильевич (1864—1925) III
- Лисовский, Викентий Карлович (1855—1918) II
- Литвин, Лука Семёнович (1876—?) I
- Литвиненко, Фёдор Григорьевич (1873—?) II
- Литвинов, Иван Петрович (1860—?) II
- Литвинов, Максим Иванович (1872—?) I
- Лихарев, Николай Николаевич (1865—1941) IV
- Лихачёв, Александр Никифорович (1857—?) III, IV
- Логвинов, Евграф Дмитриевич (1866—?) IV
- Лодыженский, Александр Александрович (1854—1919) III, IV
- Ложкин, Сергей Васильевич (1868—?) I
- Локоть, Тимофей Васильевич (1869—1942) I
- Ломоносов, Константин Николаевич (1838—?) III
- Ломтатидзе, Викентий Бибонович (1879—1915) II
- Ломшаков, Алексей Степанович (1870—1960) I
- Лопас, Лаврентий Иосифович (1878—?) I
- Лопатин, Алексей Степанович (1870—?) II
- Лопатин, Павел Петрович (1863—?) II
- Лопаткин, Иван Андреевич (1879—?) II
- Лопатюк, Трофим Назарович (1870—?) I
- Лосев, Иван Терентьевич (1871—?) I
- Лосик, Антон Георгиевич (1872—?) II
- Лотоцкий, Ананий Алексеевич (1859—?) IV
- Лотхов, Иван Сергеевич (1868—?) I
- Лохвицкий, Пантелеймон Степанович (1877—1938) II
- Лошкейт, Фёдор Иванович (1846—1931) IV
- Лубби, Август Янович (1877—1944) I
- Лубенский, Лев Францевич (1861—1944) II
- Лукашевич, Степан Владимирович (1853—1934) II, III, IV
- Лукашин, Иван Игнатьевич (1870—?) III
- Лукин, Василий Васильевич (1859—?) III, IV
- Лунин, Александр Ларионович (1867—1929) III
- Лунин, Виктор Игнатьевич (1843—1913) I
- Лучицкий, Иван Васильевич (1845—1918) III
- Лысенко, Иван Ильич (1871—1933) I
- Львов, Владимир Николаевич (1872—1934) III, IV
- Львов, Георгий Евгеньевич (1861—1925) I
- Львов, Григорий Петрович (1867—?) II
- Львов, Николай Николаевич (1867—1940) I, III, IV
- Львов, Яков Алексеевич (1879—?) IV
- Лэмпицкий, Михаил Михайлович (1856—1930) IV
- Любанский, Евстафий Иванович (1859—1917) I
- Лютов, Николай Михайлович (1848—1911) III
- Люц, Людвиг Готлибович (1880—1941) II, III, IV
- Ляхницкий, Николай Яковлевич (1871—?) III

## М
- Мазохин, Иван Кузьмич (1866—?) IV
- Мазуренко, Григорий Григорьевич (1864—?) IV
- Макаревич, Захарий Лаврентьевич (1873—?) II
- Маклаков, Василий Алексеевич (1869—1957) II, III, IV
- Макогон, Павел Матвеевич (1872—?) IV
- Максимов, Фёдор Максимович (1867—?) I
- Максимов, Яков Павлович (1874—?) II
- Максудов, Садретдин Низаметдинович (1878—1957) II, III
- Максютов, Сафиулла Тазетдинович (1858—?) II
- Максютов, Сахипзада Давлетшинович (1874—?) I
- Макушин, Алексей Иванович (1856—1927) I
- Малайчук, Иван Фомич (1875—?) IV
- Малама, Павел Николаевич (1860—?) III
- Малафиевский, Никифор Николаевич (1868—?) II
- Малевский, Бронислав Густавович (1874—1920) I
- Малеев, Александр Петрович (1869—?) II
- Малиновский, Роман Вацлавович (1877—1918) IV
- Маляренко, Кузьма Емельянович (1869—?) II
- Мамаев, Егор Петрович (1868—?) I
- Мамин, Владимир Наркиссович (1863—1909) II
- Мандельберг, Виктор Евсеевич (1870—1944) II
- Мансуров, Николай Александрович (1870—1918) IV
- Мансырев, Серафим Петрович (1866—1928) IV
- Мантерис, Матеуш Томашевич (1872—1946) I
- Маньков, Иван Николаевич (1881—?) IV
- Маньков, Николай Алексеевич (1864—?) III
- Маньковский, Григорий Тимофеевич (1853 — после 1925) III, IV
- Марев, Иван Петрович (1877—?) II
- Марков, Иван Егорович (1867—?) II
- Марков, Николай Гурьевич (1871—?) IV
- Марков, Николай Евгеньевич (1866—1945) III, IV
- Марков, Николай Львович (1841—?) III, IV
- Маркович, Николай Парменович (1869—?) IV
- Марковников, Владимир Владимирович (1867—1917) IV
- Маров, Александр Иванович (1862—?) III
- Мартьянов, Дмитрий Константинович (1856—?) I
- Марчук, Прокофий Павлович (1872—?) I
- Масагутов, Хабибрахман Ахметситдикович (1862—1921) II
- Масленников, Александр Михайлович (1858—1950) III, IV
- Масленников, Михаил Иванович (1870—?) I
- Маслов, Антон Петрович (1861—?) I
- Маслянников, Василий Васильевич (1867—1912) II
- Массониус, Пётр Петрович (1862—1945) I
- Матвеев, Пётр Фёдорович (1864—?) I
- Матвеев, Семён Кузьмич (1878—?) II
- Матинов, Шагишарив Мидатгалиевич (1854—1919) I
- Матыкин, Антип Петрович (1873—?) I
- Матюнин, Павел Гаврилович (1852—?) III
- Махарадзе, Герасим Фомич (1881—1937) II
- Махмудов, Мустафа Гаджи Муса оглы (1878—1937) II
- Махмудов, Шарафутдин Зелялетдинович (1853—?) III
- Мацеевич, Станислав Гилярьевич (1869—1940) III, IV
- Мацеша, Александр Стефанович (1875—1945) I
- Машкевич, Дмитрий Фёдорович (1871—?) III
- Медведев, Александр Семёнович (1857—1908) I
- Медведев, Дмитрий Яковлевич (1866—1908) I
- Медведков, Сергей Степанович (1847—1917) IV
- Медиев, Решид Медиевич (1880—1912) II
- Мезенцов, Александр Петрович (1857—?) III
- Мезенцов, Сергей Николаевич (1848—1911) III
- Мейендорф, Александр Феликсович (1869—1964) III, IV
- Меленчук, Емельян Андреевич (1871—?) II
- Мельгунов, Алексей Павлович (1876—?) IV
- Мельник, Варфоломей Минич (1867—?) II
- Мельников, Василий Иванович (1865—?) IV
- Мельников, Михаил Иванович (1865—?) II
- Мельников, Николай Александрович (1872—1951) III
- Меньшиков, Иван Александрович (1860—?) III
- Меняйленко, Фёдор Васильевич (1856—?) II
- Мерзляков, Иван Луппович (1874—?) III
- Меркулов, Михаил Александрович (1875—1937) I
- Мерщий, Пётр Филиппович (1877—1930) IV
- Метальников, Николай Иванович (1870—1939) I
- Мефодиев, Николай Владимирович (1869—?) III
- Мешковский, Алексей Дмитриевич (1873—1938) IV
- Микешин, Василий Никитич (1856—?) I
- Миклашевский, Николай Николаевич (1860—1909) I
- Микляев, Николай Иванович (1859—1912) III
- Милорадович, Владимир Родионович (1851—?) III
- Милорадович, Дмитрий Николаевич (1869—?) II
- Милошевский, Франц Иванович (1852—1914) III
- Мильвид, Чеслав Викторович (1870—?) I
- Милюков, Павел Николаевич (1859—1943) III, IV
- Милютин, Владимир Васильевич (1873—?) IV
- Миляков, Григорий Михайлович (1867—?) IV
- Миндубаев, Файзел-Кутдус (1869—?) I
- Миннигалеев, Мингазетдин Галиаскарович (1857—1932) IV
- Минх, Иван Христианович (1863—?) I
- Миронов, Василий Савельевич (1869—?) I
- Миронов, Иван Ефимович (1881—1920) II
- Мирошниченко, Николай Андреевич (1871—?) IV
- Митров, Василий Ильич (1876—1946) II
- Митрофан (Краснопольский, Дмитрий Иванович) (1869—1919) III
- Митроцкий, Михаил Владимирович (1883—1937) IV
- Михайлин, Никита Никифорович (1862—?) II
- Михайличенко, Митрофан Иванович (1871—?) I
- Михайлов, Василий Егорович (1850—?) III
- Михайлов, Григорий Семёнович (1867—?) II
- Михайлюк, Иван Андреевич (1861—?) II
- Михаленко, Пётр Николаевич (1856—?) I
- Мишин, Захар Степанович (1866—?) I
- Можайский, Александр Александрович (1863—1922) IV
- Можайский, Николай Николаевич (1865—1920) IV
- Мокрунов, Михаил Сергеевич (1880—?) I
- Молодцов, Константин Иванович (1873—?) III
- Молчанов, Матвей Осипович (1864—?) IV
- Монтвилл, Иосиф Станиславович (1850—1911) III
- Морев, Никифор Иванович (1871—?) I
- Мориц, Эрвин Фёдорович (1842—1907) III
- Мороз, Прохор Семёнович (1861—?) II
- Мосеев, Михей Андреевич (1848—?) IV
- Москалюк, Прокофий Андреевич (1880—?) IV
- Мотовилов, Александр Андреевич (1850—1920) III, IV
- Муранов, Матвей Константинович (1873—1959) IV
- Мурадханов, Асадулла-бек (1866—?) I
- Мурзаев, Мелкон Калустович (1858—?) III
- Муромцев, Сергей Андреевич (1850—1910) I
- Муртен, Март Мартович (1875—?) II
- Мусин, Гумер Мусич (1854—?) II
- Мусин-Пушкин, Владимир Владимирович (1870—1923) IV
- Муфтий-Заде, Измаил Мурза (1841—?) III
- Мухамеджанов, Салихджан Алемджанович (1872—?) II
- Муханов, Алексей Алексеевич (1860—1907) I
- Мухин, Александр Николаевич (1859—?) IV
- Мухин, Алексей Иванович (1881—?) IV
- Мухлынин, Алексей Иванович (1866—1914) I
- Мушенко, Иван Наумович (1871—?) II
- Мягкий, Алексей Григорьевич (1877—?) II, III

## Н
- Набоков, Владимир Дмитриевич (1869—1922) I
- Навроцкий, Григорий Николаевич (1838—1907) III
- Нагих, Иван Николаевич (1879—1948) II
- Назаренко, Дмитрий Илларионович (1861—?) I
- Назаров, Аристарх Андреевич (1860—?) IV
- Наконечный, Иосиф Мацеевич (1879—1915) I, III, IV
- Наливайко, Андрей Никитич (1877—?) III
- Наливкин, Владимир Петрович (1852—1918) II
- Населенко, Памфил Тимофеевич (1870—1953) IV
- Наумов, Алексей Михайлович (1863—?) IV
- Наумов, Иван Афанасьевич (1872—1940) II
- Наумчак, Андрей Никифорович (1855—?) II
- Небовидов, Викторин Васильевич (1875—?) II
- Невиандт, Константин Александрович (1859—1919) IV
- Недоносков, Владимир Васильевич (1877—1916) I
- Неежмаков, Семён Трофимович (1863—?) IV
- Неелов, Александр Николаевич (1873—1916) IV
- Неелов, Николай Николаевич (1872—?) III
- Нежметдинов, Абдулла Аймалетдинович (1869—1915) II
- Неклюдов, Пётр Алексеевич (1867—?) III, IV
- Некрасов, Константин Фёдорович (1873—1940) I
- Некрасов, Николай Виссарионович (1879—1940) III, IV
- Немальцев, Михаил Григорьевич (1878—?) II
- Немерцалов, Вениамин Иванович (1872—?) IV
- Немченко, Даниил Николаевич (1880—1937) I
- Нестеренко, Владимир Иванович (1878—?) IV
- Нестеренков, Трофим Терентьевич (1874—?) I
- Нестеров, Андрей Дмитриевич (1873—?) I
- Нестеров, Антон Яковлевич (1879—?) II
- Нечаев, Виктор Саввич (1872—?) I
- Нечаев, Николай Иванович (1875—1954) IV
- Нечипоренко, Кирилл Семёнович (1855—?) I
- Нечитайло, Семён Васильевич (1862—?) II
- Никитин, Пётр Никитич (1856—?) II
- Никитюк, Яков Степанович (1873—1933) III
- Николаев, Николай Николаевич (1872—1957) IV
- Николаевский, Николай Фёдорович (1871—?) I
- Николенко, Павел Евменьевич (1870—?) III
- Никольский, Александр Иванович (1860—1933) III
- Никон (Бессонов, Николай Николаевич (1868—1919) IV
- Никонович, Фёдор Иосифович (1854—1911) III
- Никончук, Маркиан Максимович (1867—?) II
- Нисселович, Лазарь Ниссенович (1858—1914) III
- Новгородцев, Павел Иванович (1866—1924) I
- Новиков, Александр Васильевич (1843—1916) I
- Новиков, Александр Иванович (1871—?) III, IV
- Новиков, Михаил Михайлович (1876—1965) IV
- Новиков, Пётр Сосипатрович (1864—?) IV
- Новицкий, Михаил Александрович (1853—?) III
- Новицкий, Пётр Васильевич (1867—?) III, IV
- Новодворский, Франц Иосифович (1859—1924) I, II
- Новосильцев, Леонид Николаевич (1872—1934) I, IV
- Новца, Владислав Станиславович (1846—1924) II
- Нороконев, Темиргали Тюбиевич (1859—?) II
- Носик, Трофим Афанасьевич (1874—?) II
- Нурбердыханов, Махтумкули (1854—?) II

## О
- Обнинский, Виктор Петрович (1867—1916) I
- Ободовский, Василий Семёнович (1861—1914) IV
- Оболенский, Владимир Андреевич (1869—1950) I
- Образцов, Василий Афиногенович (1857—?) III
- Оводов, Николай Осипович (1855—?) II
- Овсянников, Марк Иванович (1861—?) I
- Овчинников, Иван Никифорович (1863—?) I
- Овчинников, Михей Иванович (1860—?) I
- Овчинников, Фёдор Герасимович (1866—?) I
- Огнёв, Николай Васильевич (1864—1918) I
- Огнев, Фёдор Владимирович (1866—1922) II
- Огородников, Николай Александрович (1872—1919) I
- Однокозов, Алексей Елисеевич (1857—?) II
- Ознобишин, Алексей Александрович (1869—1929) IV
- Озол, Иван Петрович (1878—1968) II
- Озолин, Карл Яковлевич (1866—1933) I
- Околович, Константин Маркович (1872—1933) IV
- Окулов, Николай Павлович (1876—?) II
- Окунев, Василий Тимофеевич (1880—?) I
- Ольховский, Фёдор Иоаннович (1873—1938) IV
- Онацкий, Николай Степанович (1878—1906) I
- Онипко, Федот Михайлович (1880—1938) I
- Опочинин, Николай Николаевич (1853—1916) II, III, IV
- Оранский, Иосиф Алексеевич (1862—?) I
- Орас, Юган Мартович (1879—?) IV
- Орлов, Николай Степанович (1871—?) IV
- Орлов-Давыдов, Алексей Анатольевич (1871—1935) IV
- Осадчий, Яков Андреевич (1860—?) I
- Осипов, Константин Иванович (1873—?) II
- Осичкин, Никита Григорьевич (1861—?) II
- Остафьев, Александр Алексеевич (1856—1932) I
- Островский, Юзеф Викентьевич (1866—1939) I, II
- Острогорский, Моисей Яковлевич (1854—1921) I
- Остроградский, Василий Александрович (1865—1931) III
- Остроносов, Логвин Зосимович (1875—?) I
- Остроумов, Стефан Иоаннович (1861—?) IV
- Отоцкий, Фелициан Венантиевич (1869—1931) II
- Охлябинин, Николай Иванович (1862—?) IV
- Охотницкий, Людвиг Антонович (1866—1922) III
- Очиров, Бато-Далай (1872—1913) II

## П
- Павлинов, Николай Иванович (1863—?) IV
- Павлов, Иван Петрович (1868—?) I
- Павлов, Леонид Сергеевич (1871—1917) III
- Павлов, Николай Владимирович (1854—1934) I
- Павлов, Пётр Петрович (1841—?) II
- Павлович, Иосиф Яковлевич (1867—1919) III
- Падеревский, Збигнев Здзиславович (1864—1925) I
- Панкеев, Николай Матвеевич (1857—1922) III, IV
- Пантусов, Пётр Алексеевич (1851—?) III
- Панфилов, Андрей Фотиевич (1857—?) II
- Папа-Афанасопуло, Илья Афанасьевич (1863—?) IV
- Пападжанов, Михаил Иванович (1869—1930) IV
- Папчинский, Иван Иванович (1870—1945) IV
- Папчинский, Павел Самсонович (1858—?) I
- Парамонов, Александр Константинович (1861—?) I
- Партс, Карл Эвердович (1873—1940) II
- Парчевский, Альфонс Ипполитович (1849—1933) I, II, III, IV
- Паскин, Александр Степанович (1846—1914) III, IV
- Пахальчак, Василий Карпович (1867—?) III
- Пелейко, Симон Викентьевич (1868—?) II
- Пелипенко, Илья Семёнович (1868—?) II
- Пепеляев, Виктор Николаевич (1884—1920) IV
- Пепловский, Эдуард Евгеньевич (1880—1960) II
- Пергамент, Осип Яковлевич (1868—1909) II, III
- Перевощиков, Александр Васильевич (1849—?) I, IV
- Перелешин, Александр Васильевич (1856—1910) II
- Перелешин, Дмитрий Александрович (1862—1935) II
- Пересвет-Солтан, Пётр Игнатьевич (1866—?) I
- Песляк, Павел Демьянович (1873—?) IV
- Петерсон, Борис Леонидович (1874—?) II
- Петражицкий, Лев Иосифович (1867—1931) I
- Петров, Александр Александрович (1868—?) IV
- Петров, Алексей Дмитриевич (1863—?) III
- Петров, Антон Семёнович (1850—?) II
- Петров, Арефий Корнеевич (1860—?) III
- Петров, Григорий Спиридонович (1866—1925) II
- Петров, Егор Алексеевич (1862—1918 или 1919) II
- Петров, Иван Андрианович (1873—1930) II
- Петров, Константин Матвеевич (1877—?) III
- Петров, Павел Семёнович (1853—1915) IV
- Петрово-Соловово, Василий Михайлович (1850—1908) III
- Петровский, Андрей Иванович (1867—1924) II
- Петровский, Григорий Иванович (1878—1958) IV
- Петровский, Сергей Антонович (1863—1944) III
- Петроченко, Фёдор Игнатьевич (1875—?) II
- Петрункевич, Иван Ильич (1843—1928) I
- Петрункевич, Михаил Ильич (1845—1912) I
- Петрухин, Григорий Иванович (1879—?) II
- Петрухин, Максим Алексеевич (1867—?) I
- Пеховский, Константин Юзефович (1859—1931) II
- Пилипенко, Никифор Емельянович (1860—?) III, IV
- Пирский, Николай Васильевич (1857—1935) II
- Пищевич, Семён Григорьевич (1863—1945) IV
- Платон (Рождественский, Порфирий Фёдорович) (1866—1934) II
- Плевако, Фёдор Никифорович (1842—1909) III
- Плевинский, Степан Войцехович (1866—?) II
- Племянников, Василий Андреевич (1845—не позднее 1916) I
- Плотников, Прокофий Абрамович (1868—?) III
- Повилюс, Антон Матеушевич (1871—1961) II
- Погребняк, Павел Исидорович (1865—?) I
- Подольский, Василий Ильич (1864—?) III
- Пожелло, Игнатий Осипович (1879—?) III
- Поздняков, Леонтий Михайлович (1869—?) IV
- Познанский, Николай Николаевич (1868—?) II
- Покровский, Георгий Константинович (1877—1937) II
- Покровский, Иван Корнильевич (1845—?) III
- Покровский, Иван Петрович (1872—1963) III
- Покровский, Павел Алексеевич (1853—1917) IV
- Полетаев, Николай Гурьевич (1872—1930) III
- Половинкин, Дмитрий Иванович (1875—?) II
- Половцов, Иван Фёдорович (1868—1918) IV
- Половцов, Лев Викторович (1867—1936) III, IV
- Полунин, Василий Николаевич (1862—?) IV
- Поляков, Алексей Гаврилович (1857—?) II
- Понятовский, Щенсный Адамович (1857—1936) I
- Попов, Александр Александрович (1868—?) III
- Попов, Александр Никитич (1872—?) III
- Попов, Александр Николаевич (1840—1910) I
- Попов, Алексей Алексеевич (1841—?) III
- Попов, Андрей Фёдорович (1869—?) I
- Попов, Владимир Иоаннович (1867—?) IV
- Попов, Дмитрий Яковлевич (1863—1921) IV
- Попов, Евдоким Дмитриевич (1866—?) I
- Попов, Иван Николаевич (1878—?) III
- Попов, Митрофан Кузьмич (1852—?) II
- Попов, Павел Никитич (1877—?) II
- Попов, Пётр Андреевич (1858—?) I
- Попов, Пётр Иванович (1856—?) I
- Попов, Стефан Александрович (1864—?) IV
- Попов, Тихон Дмитриевич (1876—1962) IV
- Посников, Александр Сергеевич (1845—1921) IV
- Поташев, Николай Александрович (1864—?) II
- Потоцкий, Александр Александрович (1864—?) III, IV
- Потоцкий, Генрих Родригович (1868—1958) II
- Потоцкий, Иосиф Альфредович (1862—1922) I
- Потулов, Василий Александрович (1855—?) III, IV
- Поярков, Алексей Владимирович (1868—?) I
- Прасолов, Яков Елисеевич (1849—1921) II
- Предкальн, Андрей Иванович (1873—1923) III
- Присецкий, Иван Николаевич (1858—1911) I
- Притула, Семён Петрович (1878—?) I
- Приходько, Филипп Иосифович (1877—?) II
- Прозоров, Алексей Яковлевич (1842—1914) III
- Пройда, Артемий Гордеевич (1873—?) II
- Протопопов, Александр Дмитриевич (1866—1918) III, IV
- Протопопов, Дмитрий Дмитриевич (1865—1934) I
- Проценко, Василий Николаевич (1844—?) III
- Пташевский, Митрофан Максимович (1862—?) III
- Пуговишников, Дмитрий Павлович (1874—?) II
- Пулин, Иван Емельянович (1864—?) IV
- Пуришкевич, Владимир Митрофанович (1870—1920) II, III, IV
- Пурпуров, Иоанн Петрович (1872—?) III
- Пуртов, Егор Прохорович (1858—?) I
- Пустовойтов, Иван Иванович (1871—?) I
- Пустошкин, Ефрем Васильевич (1864—?) III
- Пустошкин, Иван Николаевич (1875—?) I
- Путткамер, Лаврентий Станиславович (1859—1923) II, IV
- Путятин, Василий Петрович (1878—?) III
- Пушкарский, Иван Яковлевич (1857—?) I
- Пущин, Лаврентий Иванович (1874—1929) IV
- Пырков, Пётр Родионович (1845—?) III
- Пьяных, Иван Емельянович (1863—1929) II
- Пярн, Павел Гендрикович (1875—?) II

## Р
- Рабинович, Лазарь Германович (1860—1834) II
- Радаков, Виктор Николаевич (1864—?) I
- Радкевич, Александр Александрович (1876—1918?) IV
- Ракович, Андрей Андреевич (1869—?) III, IV
- Рамиев, Мухаммедзакир Мухаммедшакирович (1859—1921) I
- Рамишвили, Исидор Иванович (1859—1937) I
- Рамот, Иван Матвеевич (1873—1927) IV
- Растворов, Александр Николаевич (1871—?) II
- Растов, Николай Васильевич (1845—1913) IV
- Расторгуев, Константин Иванович (1874—1935) III, IV
- Ратьков-Рожнов, Александр Геннадиевич (1858—1930) IV
- Рачковский, Феликс Феликсович (1876—1959) IV
- Ревякин, Яков Алексеевич (1865—?) II
- Резанов, Михаил Кириллович (1869—?) II
- Рейн, Георгий Ермолаевич (1854—1942) II, IV
- Ременчик, Даниил Яковлевич (1863—?) II
- Рено, Михаил Александрович (1862—1932) III
- Ржевский, Владимир Алексеевич (1865—?) IV
- Ржехин, Фёдор Иванович (1876—?) II
- Ржонд, Антон Мартинович (1865—1940) I, III
- Рогов, Василий Михайлович (1877—?) I
- Рогожа, Пётр Михайлович (1872—?) II
- Родзевич, Леонард Карлович (1872—1944) II
- Родзевич, Николай Игнатьевич (1847—1921) IV
- Родзянко, Михаил Владимирович (1859—1924) III, IV
- Родзянко, Сергей Николаевич (1878—1949) IV
- Родионов, Павел Фёдорович (1857—1908) III
- Родичев, Фёдор Измайлович (1854—1933) I, II, III, IV
- Рождественский, Василий Фёдорович (1860—?) III
- Рожков, Григорий Ефимович (1864—1937) III
- Розанов, Николай Сергеевич (1870—?) III
- Розен, Ганс Фридрихович (1870—1945) III
- Розенбаум, Семён Яковлевич (1859—1934) I
- Розенбах, Сергей Николаевич (1861—?) IV
- Розин, Николай Николаевич (1871—1919) II
- Рознатовский, Константин Николаевич (1858—1908) III
- Рокотов, Николай Николаевич (1876—?) II
- Романов, Дмитрий Зотович (1866—?) II
- Романов, Иван Романович (1881—1919) II
- Романов, Степан Григорьевич (1865—1908) III
- Романюк, Александр Иванович (1875—?) I
- Ромашёв, Николай Иванович (1869—?) I
- Ропп, Эдуард Юльевич (1851—1939) I
- Ростовцев, Николай Александрович (1871—1923) IV
- Ростовцев, Пётр Яковлевич (1864—?) I
- Ротермель, Николай Иванович (1847—?) III
- Рубан, Константин Асанович (1868—?) II
- Рубисов, Николай Константинович (1866—?) II
- Рубцов, Филипп Васильевич (1866—?) III
- Рудич, Калинник Несторович (1875—?) IV
- Руминкевич, Иосиф Валентинович (1869—?) III
- Румянцев, Николай Фёдорович (1839—1912) I, III
- Русанов, Александр Николаевич (1881—1936) IV
- Русанов, Андриан Иосифович (1859—?) II
- Рутцен, Александр Николаевич (1858—?) I
- Рыбаков, Михаил Иванович (1856—?) I
- Рыбальченко, Павел Максимович (1879—?) II
- Рыбачек, Андрей Фомич (1871—?) I
- Рыблов, Степан Андреевич (1884—?) IV
- Рыжков, Семён Мартынович (1874—?) I
- Рындовский, Ипполит Александрович (1866—?) IV
- Рысев, Михаил Степанович (1881—?) IV
- Рыслев, Аристарх Иванович (1883—1937) IV
- Рычков, Николай Николаевич (1866—?) IV
- Рютли, Оскар Иванович (1871—1949) I
- Рябов, Владимир Васильевич (1869—?) I
- Рябов, Никита Петрович (1861—?) II
- Рябчиков, Андрей Егорович (1858—1930) I

## С
- Сабалис, Иосиф Рафаилович (1860—?) I
- Савватеев, Аристарх Петрович (1869—?) IV
- Савельев, Александр Александрович (1848—1916) I, II, III
- Савельев, Иван Феоктистович (1874—?) I
- Савельев, Николай Дмитриевич (1862—?) I
- Савенко, Анатолий Иванович (1874—?) IV
- Савич, Никанор Васильевич (1869—1942) III, IV
- Савкин, Николай Афанасьевич (1875—1930) I
- Савостьянов, Матвей Никифорович (1853—?) I
- Сагателян, Иван Яковлевич (1871—1936) II, III
- Садырин, Павел Александрович (1877—1938) I
- Сазонов, Николай Дмитриевич (1858—1913) III
- Сайко, Ефим Антонович (1879—?) II
- Салазкин, Аркадий Сергеевич (1870—?) II, IV
- Салтыков, Сергей Николаевич (1875—1937) II
- Самойлов, Сергей Иванович (1859—?) IV
- Самойлов, Фёдор Никитич (1882—1952) IV
- Самчук, Василий Иванович (1880—?) IV
- Санцевич, Антон Михайлович (1881—?) II
- Сапунов, Алексей Парфёнович (1851—1924) III
- Саргани, Эммануил Константинович (1860—?) II, III
- Сафонов, Михаил Кузьмич (1842—?) III
- Сафонов, Пётр Алексеевич (1867—?) I
- Сафонов, Пётр Африканович (1877—1928) IV
- Сахно, Василий Григорьевич (1864—?) II
- Свежинский, Иосиф Владиславович (1868—1948) I, III, IV
- Свенцицкий, Генрих Ипполитович (1852—1916) III, IV
- Сверчков, Дмитрий Николаевич (1874—?) IV
- Свечин, Алексей Александрович (1865—1929) I
- Свешников, Михаил Иванович (1873—?) I
- Святополк-Мирский, Дмитрий Николаевич (1874—1950) II, IV
- Святополк-Четвертынский, Северин Владимирович (1873—1945) I
- Седельников, Тимофей Иванович (1871—1930) I
- Седляр, Сергей Емельянович (1860—?) II
- Сейфитдинов, Шахбал Сахаутдинович (1846—?) II
- Селиванов, Алексей Алексеевич (1847—1918) III
- Селиванов, Николай Степанович (1839—1918) I
- Селинов, Леонид Иванович (1875—?) II
- Семёнов, Аверкий Иванович (1857—?) II
- Семёнов, Митрофан Емельянович (1872—1938) I
- Семёнов, Николай Иванович (1860—?) I
- Сендерко, Макарий Иванович (1862—?) III
- Сеник, Фёдор Иванович (1863—?) IV
- Серебряков, Иван Давыдович (1881—?) II
- Серов, Василий Матвеевич (1878—1918) II
- Сеффер, Фёдор Афанасьевич (1872—?) I
- Сигов, Павел Сергеевич (1875—1937) II
- Сидоренко, Степан Иванович (1858—?) III
- Сидоров, Александр Павлович (1875—?) IV
- Сидорук, Василий Филиппович (1873—?) IV
- Симонов, Михаил Ильич (1870—?) III, IV
- Синадино, Пантелеймон Викторович (1875—1941) II, III, IV
- Синицын, Алексей Михеевич (1871—?) IV
- Сипягин, Александр Григорьевич (1875—1941) I
- Сиротов, Дмитрий Иванович (1862—?) III
- Ситников, Григорий Иванович (1869—?) II
- Сицинский, Леопольд Егорович (1854—?) I
- Скалозубов, Николай Лукич (1861—1915) II, III
- Скаржинский, Мечислав-Тадеуш Эдмундович (1865—1930) II
- Скасырский, Александр Михайлович (1865—?) I
- Скворцов, Харлампий Александрович (1858—?) I
- Скирмунт, Роман Александрович (1868—1939) I
- Скобелев, Матвей Иванович (1885—1938) IV
- Скоропадский, Георгий Васильевич (1873—1925) III, IV
- Скороходов, Алексей Александрович (1868—1924) III
- Скрыпник, Евдоким Яковлевич (1873—?) I
- Скульский, Дмитрий Аркадьевич (1875—1943) I
- Сливинский, Станислав Августович (1869—1929) II
- Смагин, Антон Зиновьевич (1859—1933) II
- Смелов, Павел Галактионович (1872—1937) IV
- Смеян, Корней Александрович (1874—?) IV
- Смирнов, Александр Васильевич (1857—?) IV
- Смирнов, Александр Иванович (1880—?) I
- Смирнов, Михаил Павлович (1860—?) III
- Смирнов, Пётр Афанасьевич (1870—?) II
- Смирнов, Руф Яковлевич (1872—?) II
- Смыченко, Филипп Елисеевич (1872—?) I
- Снежков, Василий Николаевич (1864—?) IV
- Снигирь, Прокофий Федотович (1878—?) II
- Созонович, Иван Петрович (1855—1923) II, III
- Соколов, Александр Серапионович (1840—?) III
- Соколов, Василий Семёнович (1846—1912) III
- Соколов, Иоанн Иассонович (1880—?) III
- Соколовский, Антон Ильич (1876—?) I
- Соловей, Адам Андреевич (1868—?) II
- Соловей, Павел Сильвестрович (1862—1909) III
- Соловьевич, Стефан Иосифович (1865—?) III
- Соломка, Илларион Егорович (1873—?) I
- Солтуз, Николай Михайлович (1863—1940) III
- Солуха, Виктор Дмитриевич (1870—1937) III
- Сомов, Николай Николаевич (1866—1934) IV
- Сонгайло, Антоний Николаевич (1867—?) I
- Сопликов, Иван Иванович (1873—?) II
- Сорнев, Степан Николаевич (1864—1933) IV
- Сорокин, Ефим Иванович (1866—?) II
- Сорокин, Игнатий Васильевич (1860—?) II
- Спасский, Алексей Михайлович (1849—1920) III
- Спасский, Владимир Александрович (1869—1943) IV
- Спирин, Иван Лаврентьевич (1872—?) III
- Способный, Иван Васильевич (1864—?) I
- Станиславский, Алексей Маркианович (1865—1953) III, IV
- Старицкий, Александр Павлович (1841—1925) III
- Старлычанов, Дмитрий Дмитриевич (1876—?) IV
- Стародумов, Николай Павлович (1856—?) IV
- Старостенко, Пётр Захарович (1854—?) III
- Старцев, Николай Александрович (1875—1940) IV
- Стахович, Александр Александрович (1858—1915) II
- Стахович, Михаил Александрович (1861—1923) I, II
- Сташинский, Владислав Андреевич (1874—1944) II
- Стемпковский, Виктор Иванович (1859—?) III, IV
- Стенбок-Фермор, Владимир Васильевич (1866—?) II, III
- Стенбок-Фермор, Иван Васильевич (1859—1916) III
- Степанов, Василий Александрович (1872—1920) III, IV
- Степанов, Нестор Степанович (1871—1931) II
- Степин, Иван Федотович (1874—?) I
- Стефашин, Александр Кириллович (1861—?) I
- Стецкий, Ян-Станислав Станиславович (1871—1954) I, II
- Сторонкин, Яков Михайлович (1862—1907) I
- Сторчак, Иван Иванович (1862—?) III
- Стоянов, Дмитрий Георгиевич (1868—?) IV
- Стрелков, Василий Михайлович (1871—?) II
- Стрельцов, Игнат Андреевич (1851—?) I
- Строганов, Василий Егорович (1859—?) I
- Струве, Пётр Бернгардович (1870—1944) II
- Струков, Константин Модестович (1885—?) IV
- Ступин, Сергей Николаевич (1856—?) III
- Субботин, Иван Иванович (1879—?) I
- Сувчинский, Корнилий Евтихиевич (1856—1917) III, IV
- Судиенко, Евгений Александрович (1870—1919) IV
- Султанов, Бей Бала бек (1879—?) II
- Сундерлянд, Станислав Филиппович (1847—1912) II
- Сурков, Пётр Ильич (1876—1946) III
- Сурнов, Алексей Иванович (1865—?) I
- Суручан, Егор Фёдорович (1864—1925) IV
- Суханов, Алексей Степанович (1866—?) IV
- Сухоржевский, Иосиф Александрович (1862—?) I, II
- Сухоруков, Иван Дмитриевич (1860—1938) II
- Сухотин, Михаил Сергеевич (1850—1914) I
- Сушков, Михаил Андреевич (1841—?) III
- Сырнев, Сергей Васильевич (1858—?) IV
- Сыртланов, Али-Оскар Шахайдарович (1875—1912) III
- Сыртланов, Шахайдар Шахгарданович (1847—1916?) I, II
- Сытин, Осип Михайлович (1860—?) II
- Сычёв, Алексей Алексеевич (1861—?) IV

## Т
- Тагиев, Измаил Зейналаббеддинович (1865—?) II
- Тайнов (?—?) I
- Таланцев, Зиновий Михайлович (1868—1929) II
- Танцов, Александр Захарович (1860—?) II, III, IV
- Таран, Семён Тимофеевич (1872—?) I
- Тараненко, Николай Степанович (1868—?) III
- Тарасевич, Тимофей Яковлевич (1861—?) IV
- Тарасенко, Иван Васильевич (1873—?) I
- Тарасов, Касьян Антонович (1865—1918) IV
- Тарутин, Пётр Васильевич (1858—1934) IV
- Таскин, Сергей Афанасьевич (1876—1952) II, IV
- Татаринов, Михаил Спиридонович (1857—?) II
- Татаринов, Фёдор Васильевич (1860—1933) I, II
- Тахтамиров, Константин Фёдорович (1868—?) II
- Твёрдый, Григорий Николаевич (1871—1920) I
- Тевкелев, Мухаммед-Кутлуг Батыргиреевич (1850—?) I, II, III, IV
- Тенишев, Вячеслав Вячеславович (1878—1959) III
- Теннисон, Ян Янович (1868—1945) I
- Тер-Аветикянц, Степан Христофорович (1867—1938) II
- Теребинский, Наум Варлаамович (1851—?) III
- Теренин, Дмитрий Степанович (1873—?) IV
- Тер-Петросянц, Кегам Маркарович (1863—?) I
- Террас, Александр Янович (1875—?) III
- Тесленко, Николай Васильевич (1870—1942) II, III
- Тесля, Андрей Ефимович (1880—?) I
- Тетеревенков, Владимир Николаевич (1877—?) II, III
- Тигранян, Сиракан Фаддеевич (1875—1935) II
- Тизенгаузен, Евгений Евгеньевич (1860—1920) III
- Тимачев, Филипп Яковлевич (1865—?) II
- Тимирёв, Константин Николаевич (1871—?) II, III, IV
- Тимофеев, Александр Яковлевич (1865—?) IV
- Тимофеев, Владимир Фёдорович (1858—1923) I
- Тимофеев, Николай Тимофеевич (1860—?) III
- Тимошин, Иван Степанович (1881—?) II
- Тимошкин, Фёдор Фёдорович (1872—?) III
- Титов, Иван Васильевич (1879—1948) III, IV
- Тихвинский, Фёдор Васильевич (1861—?) II
- Тихонов, Евтихий Иванович (1857—1908) III
- Тищенко, Иван Васильевич (1853—1921) III
- Ткачёв, Андрей Никитич (1843—1911) III
- Тобоков, Даниил Михайлович (1876—?) II
- Токарский, Александр Ардалионович (1852—1917) I
- Толмачевский, Василий Иванович (1877—?) II
- Толстой, Александр Петрович (1863—?) III
- Толстой, Пётр Петрович (1870—1918) I
- Томашевич, Кирилл Фомич (1853—?) III, IV
- Томилов, Иван Семёнович (1873—?) III
- Топчибашев, Алимардан-бек (1862—1934) I
- Торгашин, Василий Данилович (1871—?) II
- Торшин, Матвей Михайлович (1875—?) I
- Тохтуев, Василий Николаевич (1864—?) I
- Трасун, Франц Станиславович (1864—1926) I
- Трегубов, Александр Лаврентьевич (1874—?) III, IV
- Трейман, Эдуард Янович (1866—?) II
- Третьяченко, Арефа Эммануилович (1867—?) II, III
- Трифонов, Василий Трифонович (1862—?) I
- Трифонов, Иван Андреевич (1849—?) I
- Трифонов, Степан Трифонович (1842—?) III
- Троицкий, Александр Ильич (1871—?) III
- Трофименко, Павел Александрович (1859—?) II
- Тукаев, Шакир Мухамедханисович (1862—1932) II, III
- Тулинов, Даниил Петрович (1855—?) II
- Туляков, Иван Никитич (1877—1918) IV
- Туманян, Левон Филиппович (1869—?) I
- Тумбусов, Степан Яковлевич (1873—?) I
- Тундутов, Давид Цанджинович (1860—1907) I
- Туперко, Степан Тимофеевич (1862—?) II
- Тучков, Николай Николаевич (1869—1928) II, IV
- Тывончук, Михаил Павлович (1875—?) IV
- Тыниссон, Яан (1868—1941?) I
- Тынышпаев, Мухамеджан Тынышпаевич (1879—1937) II
- Тычинин, Василий Константинович (1864—?) III
- Тышкевич, Владислав Юзефович (1865—1936) I
- Тюмень, Сереп-Джап Батыкович (1881—?) II
- Тютюнов, Павел Никифорович (1872—?) II
- Тятинин, Василий Михайлович (1865—?) IV

## У
- Уваров, Алексей Алексеевич (1859—1913) III
- Угнич, Ефим Саввич (1858—?) IV
- Удовицкий, Гавриил Гаврилович (1872—?) III
- Ульянов, Григорий Карпович (1864—1943) I
- Унковский, Георгий Сергеевич (1875—?) IV
- Уразов, Дмитрий Васильевич (1871—?) II
- Урсул, Алексей Иванович (1858—1910) III
- Урусов, Александр Петрович (1850—1914) II, III, IV
- Урусов, Дмитрий Дмитриевич (1873—1935) IV
- Урусов, Сергей Дмитриевич (1862—1937) I
- Усманов, Хайрулла Абдрахманович (1866—1915) II
- Успенский, Виктор Петрович (1869—?) II
- Устинов, Пётр Герасимович (1862—?) III
- Уткин, Егор Ермолаевич (1869—?) I
- Учуватов, Тихон Яковлевич (1877—?) I
- Ушаков, Александр Александрович (1869—?) III
- Ушаков, Алексей Николаевич (1864—?) I
- Ушаков, Андрей Андреевич (1860—1925) III
- Ушаков, Иван Иванович (1870—1962) II

## Ф
- Фаворский, Андрей Евграфович (1843—1924) III
- Фелькерзам, Гамилькар Евгеньевич (1854—1929) III, IV
- Фальц-Фейн, Владимир Эдуардович (1877—1946) III
- Фатуровский, Андрей Николаевич (1842—1912) II
- Фёдоров, Александр Александрович (1877—?) III
- Фёдоров, Александр Григорьевич (1882—?) II
- Фёдоров, Александр Фёдорович (1871—1938) II
- Фёдоров, Георгий Георгиевич (1878—1938) II
- Фёдоров, Григорий Фёдорович (1878—1913) II, III
- Фёдоров, Михаил Павлович (1845—1925) II
- Федоровский, Владимир Капитонович (1871—?) I
- Федотовский, Степан Иванович (1867—?) I
- Федулов, Василий Григорьевич (1878—?) II
- Федченко, Михаил Павлович (1869—?) I
- Филатов, Василий Павлович (1865—1930) I
- Филатов, Фёдор Григорьевич (1852—?) IV
- Филиппов, Григорий Филиппович (1872—?) I
- Филоненко, Михаил Фёдорович (1869—?) I
- Филоненко, Фёдор Дмитриевич (1869—?) IV
- Фильгин, Василий Сергеевич (1857—?) IV
- Филякин, Трофим Пименович (1862—?) I
- Финеев, Иван Лаврентьевич (1862—?) II
- Фирсов, Георгий Андреевич (1850—?) I, IV
- Фирсов, Кирилл Кондратьевич (1864—?) IV
- Флиорковский, Юлий Викторович (1856—1924) I
- Фокеев, Михаил Семёнович (1871—?) II
- Фомин, Николай Васильевич (1877—?) II
- Фомичёв, Михаил Михайлович (1882—?) II
- Фомкин, Иван Алексеевич (1876—?) III
- Фотинский, Александр Петрович (1859—?) IV
- Франгулов, Сергей Иванович (1864—1928) IV
- Френкель, Захарий Григорьевич (1869—1970) I
- Френкель, Соломон Рувимович (1875—1937) I
- Фридман, Нафтали Маркович (1863—1921) III, IV
- Фульман, Марианн-Леон Аарон Янович (1866—1945) I
- Фурман, Артемий Григорьевич (1869—?) I

## Х
- Ханенко, Василий Александрович (1878—?) IV
- Хан-Эриванский, Ага-хан Аббас-Кули (?—?) I
- Харитов, Варлаам Иванович (1866—?) IV
- Харитонов, Константин Петрович (1881—1942) III
- Харламов, Василий Акимович (1875—1957) I, II, III, IV
- Хартахай, Александр Павлович (1861—?) I
- Хасанов, Калимулла Гумерович (1881—1949) II
- Хасанов, Мухаммедсабир Мухаммеджанович (1866—1924) II
- Хас-Мамедов, Халил-бек Гаджи-Баба оглы (1873—?) II, III
- Хаустов, Валентин Иванович (1884—?) IV
- Хватков, Николай Дементьевич (1866—?) I
- Хворостухин, Иван Прокофьевич (1879—?) II
- Хвост, Василий Иванович (1879—1912) II
- Хвостов, Алексей Николаевич (1872—1918) IV
- Хвощинский, Владимир Васильевич (1856—1928) III
- Хелховский, Мариан Геркуланович (1857—1934) II
- Хелховский, Станислав Фёдорович (1866—1907) I
- Ходыкин, Григорий Гаврилович (1863—?) II
- Хойский, Фатали-хан Искендер оглы (1875—1920) II
- Хоментовский, Александр Яковлевич (1858—?) I
- Хоминский, Александр Станиславович (1859—1936) II
- Хомяков, Николай Алексеевич (1850—1925) II, III, IV
- Хорват, Алексей Николаевич (1836—1926) II
- Хохлов, Павел Акинфиевич (1854—1919) IV
- Христовский, Александр Эдмундович (1856—1916) I
- Хрущов, Александр Григорьевич (1872—1932) I
- Хурамшин, Джамалетдин Хурамшинович (1877—?) I
- Хусаинов, Шамсутдин Хусаинович (1878—?) I

## Ц
- Целоусов, Павел Филиппович (1877—?) I
- Центнер, Фома Францевич (1864—?) II
- Церетели, Ираклий Георгиевич (1881—1959) II
- Церетели, Симон Николаевич (1870—?) I
- Циммер, Иосиф Израилевич (1859—?) IV
- Цытович, Александр Леопольдович (1874—?) III
- Циунелис, Матвей Егорович (1873—?) III, IV
- Цыганов, Гавриил Петрович (1875—?) IV

## Ч
- Чаксте, Иван Христофорович (1859—1927) I
- Чащин, Василий Андреевич (1881—1961) II
- Челищев, Георгий Глебович (1875—?) III
- Челноков, Михаил Васильевич (1863—1935) II, III, IV
- Челышев, Михаил Дмитриевич (1866—1915) III
- Чепелев, Иван Родионович (1865—?) III
- Чеповенко, Захарий Яковлевич (1863—1909) II
- Червинский, Григорий Евгеньевич (1853—?) III
- Червоненкис, Мейлах Рахмилевич (1876—?) I
- Черкасов, Николай Гаврилович (1861—1922) III
- Черненко, Тимофей Глебович (1867—?) II
- Черников, Александр Васильевич (1858—?) II
- Черников, Борис Иванович (1868—?) I
- Черницкий, Василий Иванович (1851—?) III
- Черносвитов, Александр Михайлович (1857—1919) IV
- Черносвитов, Кирилл Кириллович (1865—1919) I, II, III, IV
- Чернышёв, Козьма Андреевич (1867—?) II
- Черячукин, Фёдор Васильевич (1867—?) IV
- Чигирик, Евмен Карпович (1858—?) II
- Чижевский, Павел Иванович (1860—1925) I
- Чиликин, Феофилакт Николаевич (1876—?) III
- Чинков, Пётр Никитич (1873—?) II
- Чистов, Алексей Иванович (1867—1942) IV
- Чихачёв, Дмитрий Николаевич (1876—1918) III, IV
- Чихачёв, Николай Николаевич (1860—?) IV
- Чуриков, Василий Николаевич (1876—?) I
- Чхеидзе, Николай Семёнович (1864—1926) III, IV
- Чхенкели, Акакий Иванович (1874—1959) IV

## Ш
- Шабалин, Яков Семёнович (1869—?) II
- Шабалкин, Игнатий Михайлович (1853—?) II
- Шагов, Николай Романович (1882—1918) IV
- Шаманин, Евгений Иванович (1863—?) II
- Шапиро, Яков Нахимович (1865—?) II
- Шапошников, Григорий Никитич (1870—?) I
- Шарков, Пётр Васильевич (1862—?) I
- Шахно, Богдан Брониславович (1868—1955) I
- Шаховский, Дмитрий Иванович (1866—?) IV
- Шаховской, Дмитрий Иванович (1861—1939) I
- Шаховской, Константин Михайлович (1869—1942) IV
- Шаховской, Пётр Иванович (1848—1919) III
- Шахтахтинский, Мухаммед-ага Мухаммед-Таги Султан оглы (1846—1931) II
- Шведчиков, Николай Фёдорович (1856—?) II
- Шевцов, Филипп Тимофеевич (1868—?) III
- Шеин, Василий Павлович (1870—1922) IV
- Шейдеман, Евгений Михайлович (1846—?) III
- Шельгорн, Генрих Христофорович (1860—?) I
- Шемет, Владимир Михайлович (1873—1933) I
- Шеметов, Сергей Ильич (1872—?) III
- Шемякин, Афанасий Леонтьевич (1870—?) I
- Шепелев, Иван Васильевич (1861—?) II
- Шепитка, Дементий Иванович (1858—?) I
- Шервашидзе, Прокофий Леванович (1840—1915) I, III
- Шершеневич, Габриэль Феликсович (1863—1912) I
- Шетохин, Николай Иоасафович (1869—1918) III, IV
- Шефтель, Михаил Исаакович (1858—1922) I
- Шечков, Георгий Алексеевич (1856—1920) III, IV
- Шешин, Владимир Иванович (1863—1912) II
- Шешминцев, Лев Кириллович (1857—1924) II, III
- Шидловский, Николай Илиодорович (1859—1935) III, IV
- Шидловский, Сергей Алексеевич (1864—1922) II
- Шидловский, Сергей Илиодорович (1861—1922) III, IV
- Шилихин, Иван Осипович (1865—?) I
- Шиллинг, Альфред Оттонович (1861—1922) III
- Шило, Андрей Иванович (1867—?) III
- Шиманский, Иван Адамович (1872—1938) II
- Шингарёв, Андрей Иванович (1869—1918) II, III, IV
- Ширков, Николай Владимирович (1861—1907) I
- Ширский, Павел Семёнович (1872—?) II
- Ширшков, Николай Григорьевич (1867—?) I
- Ширяев, Василий Степанович (1871—?) II
- Шишкин, Егор Фёдорович (1861—?) II
- Шкларевич, Пётр Данилович (1842—?) II
- Шмарин, Леонид Антипович (1873—?) II
- Шмид, Густав Карлович (1852—1909) III
- Шмитов, Виктор Иванович (1848—1907) III
- Шмяков, Пётр Михайлович (1872—?) IV
- Шольп, Евгений Густавович (1863—1916) I
- Шпагин, Алексей Алексеевич (1879—1938) II
- Шраг, Илья Людвигович (1847—1919) I
- Шредер, Пётр Петрович (1866—1942) IV
- Штейгер, Сергей Эдуардович (1868—1937) IV
- Штейнгель, Фёдор Рудольфович (1870—1946) I
- Штефанюк, Леонтий Ефимович (1863—?) I
- Штильке, Василий Константинович (1850—1908) III
- Шубинский, Николай Петрович (1853—1921) III, IV
- Шувалов, Иван Евсеевич (1875—?) I
- Шульгин, Василий Витальевич (1878—1976) II, III, IV
- Шульгин, Матвей Яковлевич (1859—1933) III
- Шульценберг, Мартин Мартович (1864—1912) III
- Шумахер, Александр Данилович (1855—1917) III
- Шурканов, Василий Егорович (1876—?) III

## Щ
- Щепкин, Евгений Николаевич (1860—1920) I
- Щепкин, Николай Николаевич (1854—1919) III, IV
- Щербаха, Савва Саввич (1877—?) II
- Щербенок, Денис Кондратьевич (1875—?) II
- Щербина, Фёдор Андреевич (1849—1936) II
- Щипин, Павел Дмитриевич (1876—1934) I, II
- Щулепников, Иван Васильевич (1861—1913) IV

## Э
- Эльдарханов, Таштемир Эльжуркаевич (1870—1934) I, II
- Эльтеков, Сергей Кузьмич (1877—?) III
- Энгельгардт, Борис Александрович (1877—1962) IV
- Энгельгардт, Оттон Маврикиевич (1860—1931) IV
- Эргардт, Роберт Яковлевич (1874—1940) III
- Эрн, Александр Александрович (1869—1931) IV

## Ю
- Юдин, Иван Корнилович (1862—1927) II
- Юзьвюк, Владимир Порфирьевич (1868—?) IV
- Юницкий, Павел Евлампиевич (1873—1937) II
- Юрашевский, Пётр Петрович (1872—1945) II
- Юрашкевич, Андрей Данилович (1854—?) III
- Юргенштейн, Антон Густавович (1862—1933) II
- Юренев, Пётр Петрович (1874—1943) II
- Юрине, Теннис Янович (1873—?) II
- Юркевич, Андрей Иванович (1869—?) III
- Юстына, Станислав Александрович (1859—1932) II
- Юхтанов, Алексей Степанович (1882—?) IV
- Ющук, Иван Созонтович (1865—?) II

## Я
- Яблоновский, Владислав Юлианович (1865—1956) III
- Ягелло, Евгений Юзефович (1873—1947) IV
- Ягодынский, Павел Николаевич (1853—?) IV
- Якимовский, Василий Капитонович (1868—?) I
- Якубов, Николай Евграфович (1837—1918) III
- Якубович, Вячеслав Андреевич (1868—?) II, III, IV
- Якубсон, Владимир Романович (1861—?) I
- Якушкин, Вячеслав Евгеньевич (1856—1912) I
- Яловецкий, Болеслав Антонович (1843—1918) I
- Янковский, Чеслав Карлович (1857—1929) I
- Яновский, Василий Васильевич (1864—?) I
- Яновский, Николай Николаевич (1875—?) III, IV
- Янушкевич, Борис Семёнович (1872—?) III
- Янушкевич, Николай Осипович (1886—1942) IV
- Янчевский, Виктор Осипович (1858—?) I
- Яременко, Пётр Никифорович (1857—?) I
- Ярмолович, Полиен Антонович (1871—1942) IV
- Яровой, Тимофей Иванович (1857—?) II
- Яронский, Виктор Феликсович (1870—1931) I, II, III, IV
- Ярулайтис, Викентий Петрович (1859—?) I
- Ярцев, Николай Иванович (1854—1916) I, IV
- Ярыгин, Тимофей Никитич (1867—?) IV
- Яснопольский, Леонид Николаевич (1873—1957) I
- Ячиновский, Станислав Станиславович (1856—1920) II

### Первый созыв
- Первая Государственная Дума. Алфавитный список и подробные биографии и характеристики членов Государственной Думы. — М.: Тип. Товарищества И. Д. Сытина, 1906. — 175 с.
- Государственная Дума первого призыва. Портреты, краткие биографии и характеристики депутатов. — Москва: «Возрождение», 1906.
- Члены Государственной думы: портреты и биографии. Первый созыв, 1906—1911 г. / сост. М. М. Боиович. — Москва: Тип. Т-ва И. Д. Сытина, 1906.
- Малаховский Г. В. Биографии г.г. членов Государственной думы. — Санкт-Петербург: Т-во художеств. печати, 1906. — 104 с.
- Краткие биографии членов Государственной думы. — Санкт-Петербург: Слово и жизнь, 1906. — 51 с.
- Первая Российская государственная дума. Биогр. сведения об ее членах. / Под ред. Н. Пружанского. — Санкт-Петербург : Андреев, 1906. — 155 с.
- Члены I-ой Государственной Думы. С портретами. — М.: Типография «Печать и гравюра», 1906.
- 1-я Государственная Дума Российской империи
- Туманов Г. М. Представители Закавказья в 1-й и 2-й Государственной Думе. // Характеристики и воспоминания. Книга третья. — Тифлис: Типография Товарищества «Труд», 1907.
- К десятилетию Первой Государственной Думы. 27 апреля 1906 г. — 27 апреля 1916 г. Сборник статей перводумцев. — Петроград: «Огни», 1916. (о дальнейшей судьбе депутатов Госдумы 1-го созыва).
- Народные избранники: биографии-характеристики членов Государственной Думы / сост. А. В. Беляева. — Санкт-Петербург : типо-лит. «Отто Унфуг», 1906.

### Второй созыв
- Члены Государственной думы: портреты и биографии. Второй созыв, 1907—1912 г. / сост. М. М. Боиович. — Москва: Тип. Т-ва И. Д. Сытина, 1907.
- Шаржированные портреты членов Второй Государственной Думы (Г. С. Бадамшин, В. В. [то есть В. Г.] Губанов, Е. И. Сорокин, М. Я. Капустин, Ф. В. Тихвинский, М. А. Стахович) — СПб, 1907.
- Шаржированные портреты членов Второй Государственной Думы (С. Н. Булгаков, С. Т. Варун-Секрет, И. [то есть Л. В.] Карташов, Ф. Татаринов, Н. [то есть А. А.] Булат, И. Сухоруков) — СПб, 1907.
- Члены 2-й Государственной Думы. — СПб: «Пушкинская Скоропечатня», 1907.
- Туманов Г. М. Представители Закавказья в 1-й и 2-й Государственной Думе. // Характеристики и воспоминания. Книга третья. — Тифлис: Типография Товарищества «Труд», 1907.
- Думский справочник биографических сведений членов 2-й Государственной думы. — СПб.: Типо-лит. П. Ревина, 1907.
- 2-я Государственная Дума в портретах. — СПб.: Столичное издательское товарищество, 1907
- Деятели России / Ред.-изд. А. М. Шампаньер. — Санкт-Петербург, 1906.

### Третий созыв
- Члены Государственной думы: портреты и биографии. Третий созыв, 1907—1912 г. / сост. М. М. Боиович. — Москва: Тип. Т-ва И. Д. Сытина, 1913.
- 3-й созыв Государственной Думы: портреты, биографии, автографы. — Санкт-Петербург: издание Н. Н. Ольшанскаго, 1910.
- Государственная Дума Третьяго созыва. // Галерея государственных, общественных и торгово-промышленных деятелей России. — СПб., 1909.

### Четвёртый созыв
- Члены Государственной думы: портреты и биографии. Четвёртый созыв, 1912—1917 г. / сост. М. М. Боиович. — Москва: Тип. Т-ва И. Д. Сытина, 1913.
- Четвертая Государственная дума. Портреты и биографии. — Санкт-Петербург: издание Н. Н. Ольшанскаго, 1913.
- 4-й созыв Государственной думы: Худож. фототип. альбом с портр. и биогр.  — Санкт-Петербург: Ольшанский, 1913.
- Государственная Дума. IV созыв. // Торгово-промышленный мир России. — Петроград, 1915.